# Penzé
Pour la localité, voir Penzé (village).
Penzé (/pɛ̃ze/), autrefois Penzez, désigne trois choses, un village, un aber et le cours d'eau qui l'alimente.
La Penzé est un petit fleuve côtier du Léon, dans le Finistère, qui tire son nom d'un lieu-dit, un écart situé au fond de son aber, le bourg de Penzé. Siège d'une seigneurie instituée au XIIIe siècle sur un vaste territoire situé à l'ouest de la baie de Morlaix, le village devient entre le XVe siècle et le XXe siècle le plus peuplé entre  Morlaix et Saint-Pol. S'il est comme par défaut érigé en paroisse en 1947, il est toujours partagé administrativement entre les communes de Plouénan et de Taulé.

## Étymologie
Penzes, où en note un e nasal, signifie en breton naufrage. C'est aussi le nom de la ville cornouaillaise d'en face, sur l'autre rive de la Manche, Penzance, et d'un lieu-dit homonyme surplombant en Plouvien le diverticule de l'aber Benoît que longe la départementale 13.
Le mot vient du bas-latin peceia, qui ne semble pas avoir de racine latine et a également donné en ancien français peçoi, qui signifie l'action de briser et par métonymie le droit de bris. Le terme de bris dans l'expression droit de bris est une création moderne, qui traduit fractura navium, latin de cuisine pour fractio navium, c'est-à-dire destruction de navires.
Le droit de bris était la principale ressource financière des fastueux comtes de Léon, qui, enrichis par leur participation à la conquête de l'Angleterre et à l'Anarchie, entretenaient dans leur forteresse de Mont Relaxe une cour princière où ont été élaborées les premières œuvres de la littérature courtoise, les légendes de Tristan et de Guigemar. Le droit de bris devait être une question financière de premier ordre à en croire l'importance des procès à son sujet, ce dès le XIIe siècle. Dès cette époque les léonards et les cornouaillais de l'autre côté de la Manche sont dénoncés par Guillaume de Canterbury (en). Biographe de Thomas Beckett, que le pouvoir civil, opposé à l'emprise du clergé, avait fait assassiner le 29 décembre 1170, Guillaume de Canterbury (en) avait quelques raisons de dénigrer le comte de Léon Guyomarch, auteur le 28 janvier 1172 du fratricide de l'évêque de Léon Hamon, et donc d'exagérer l'avidité des naufrageurs. Traités d'assassins, ils ne faisaient que ramasser, certes avec empressement, les épaves.

## Hydrographie

### Description

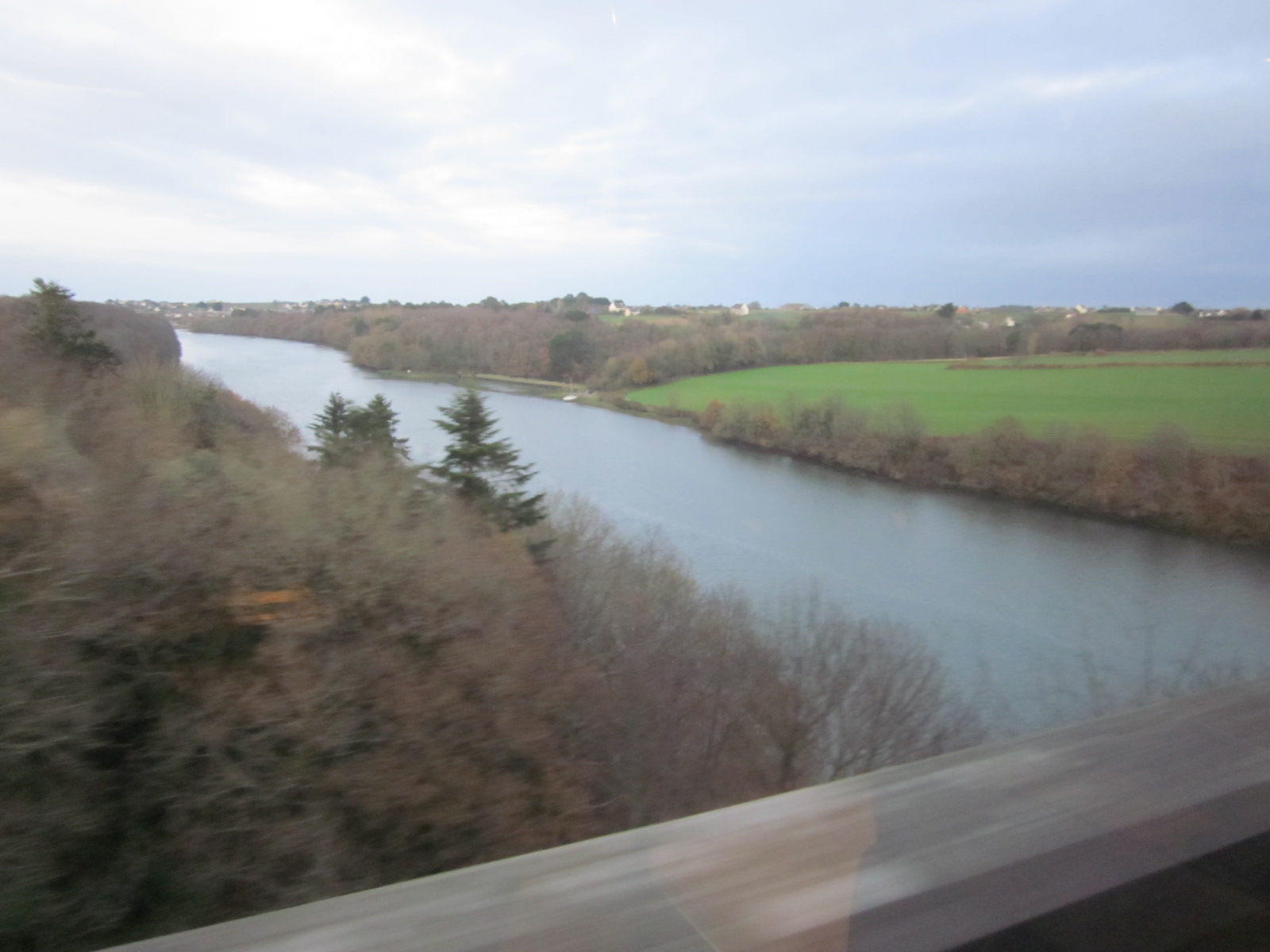
L'aber de la Penzé à marée haute vu vers le nord et la mer. Rive droite, en aval du pré en herbe, la digue de l'anse de Trogriffon. À l'horizon, le quartier de Ker an Treiz en Henvic.

La Penzé est ainsi décrite par Adolphe Joanne et Élisée Reclus vers 1900 :

« La Penzé, Penzez ou Pensé, qui naît au voisinage de Plounéour-Ménez, coule près de Guimiliau sous un viaduc de 32 mètres de haut (chemin de fer de Paris à Brest), laissant à droite le bourg de Saint-Thégonnec, boit son alter ego le Coatoulzac'h, long de plus de 20 kilomètres, qui, lui aussi, a passé sous la ligne de Paris à Brest, laquelle franchit son vallon par un remblai de plus de cent pieds de hauteur. C'est un ruisseau sinueux de 5 mètres à peine de largeur quand elle arrive (...) au hameau de Penzé ; là, elle se heurte au flot de la mer, devient aussitôt navigable aux vaisseaux, jusqu'à la Manche, distante de 6 km, et en même temps s'amplifie dans un fjord que la ligne de Morlaix à Roscoff franchit par un viaduc de 30 mètres de hauteur sur 256 mètres de long ; elle se termine dans la baie de Saint-Pol-de-Léon, sous-baie de la baie de Morlaix, après un cours d'environ 35 kilomètres en un bassin de 18500 hectares. »

### Parcours

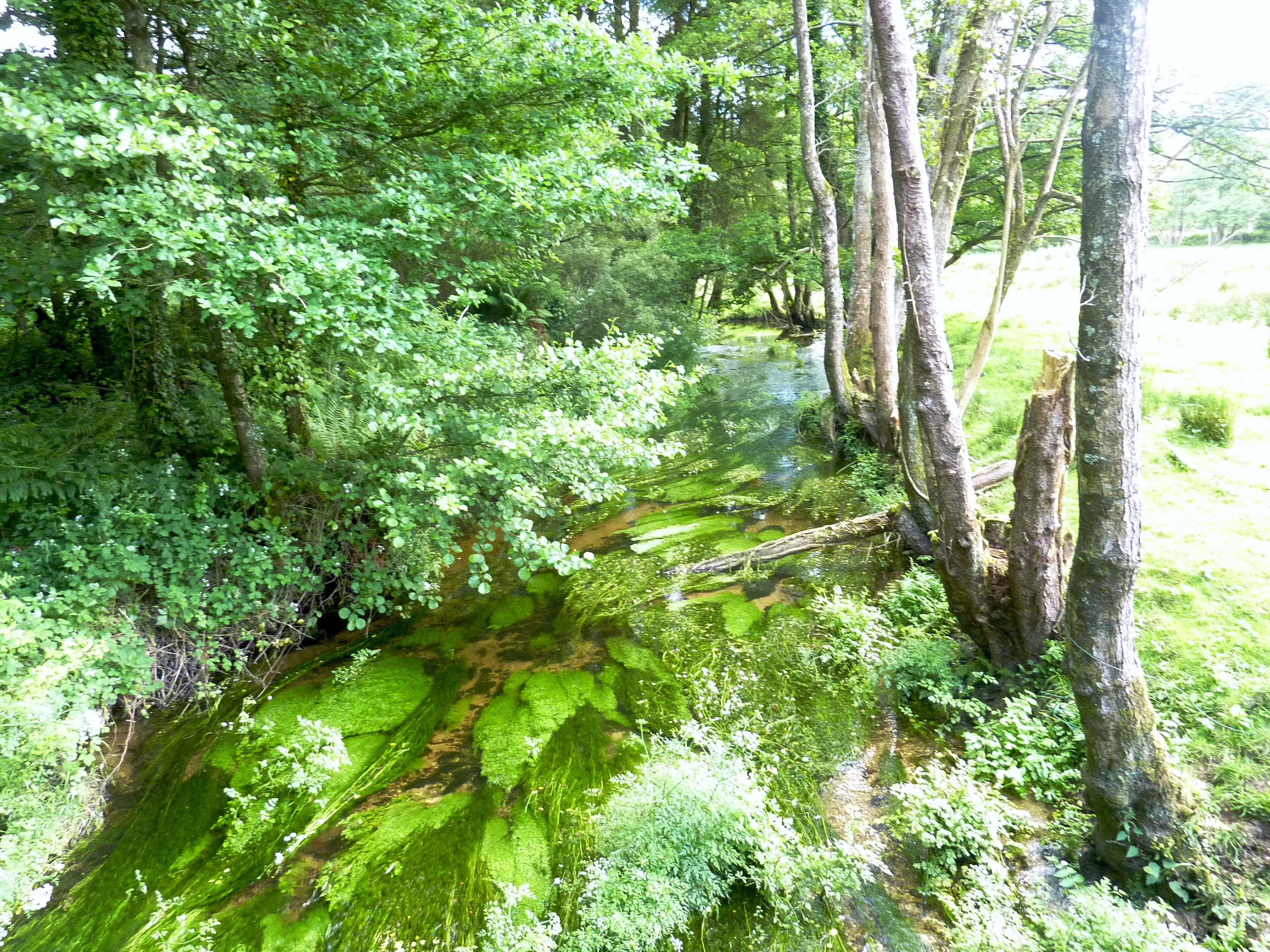
La Penzé près du moulin de Penhoat Huon en Guimiliau.

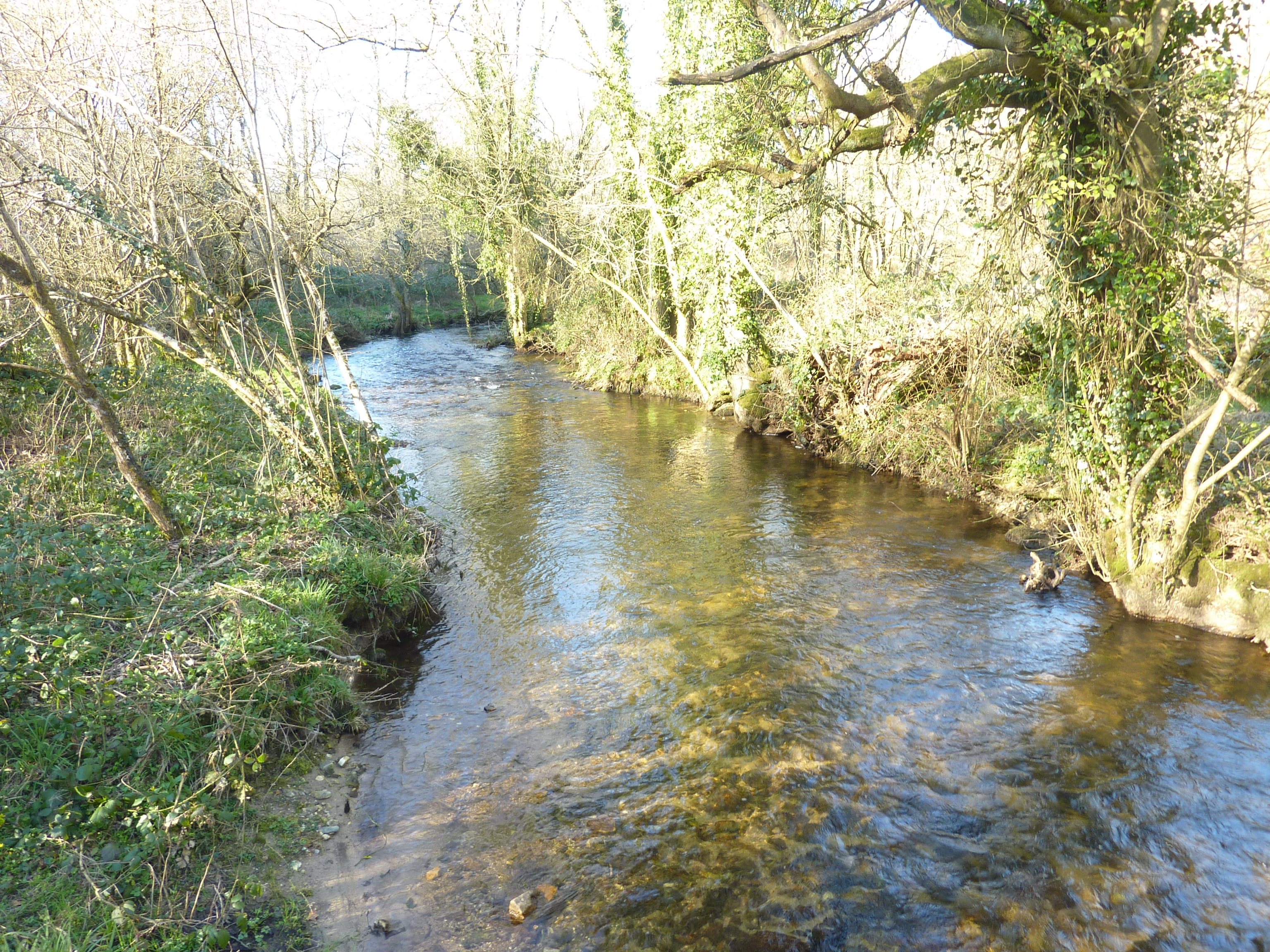
La Penzé amont, à un sixième de son parcours, faisant frontière entre Saint-Sauveur et Loc-Eguiner.

Fleuve côtier, la Penzé prend sa source dans un petit cône de déjection du versant nord des monts d'Arrée, en contrebas d'un de leurs sommets, Roc'h Trédudon. Son cours est sinueux, souvent encaissé, et s'étire sur 39,7 kilomètres. Son bassin hydrographique est d'environ 18 500 hectares.
Depuis le territoire de la commune de Plounéour-Ménez, il coule d'abord vers l'ouest jusqu'à Loc Eguiner, puis vers le nord, et passe par Guimiliau, Saint-Thégonnec, Guiclan. À partir du bourg de Penzé, village qui donne son nom à la rivière et qui se partage entre les communes de Taulé et de Plouénan, le ruisseau, d'à peine cinq mètres de large, s'élargit subitement en un aber.
La Penzé se jette en Manche dans la baie de la Penzé, qu'étirent à l'ouest la baie de Saint-Pol-de-Léon et à l'est les rives de l'île Callot, qui sont autant de sous-ensembles de la vaste baie de Morlaix au même titre que l'étroite rivière de Morlaix.

### Affluents

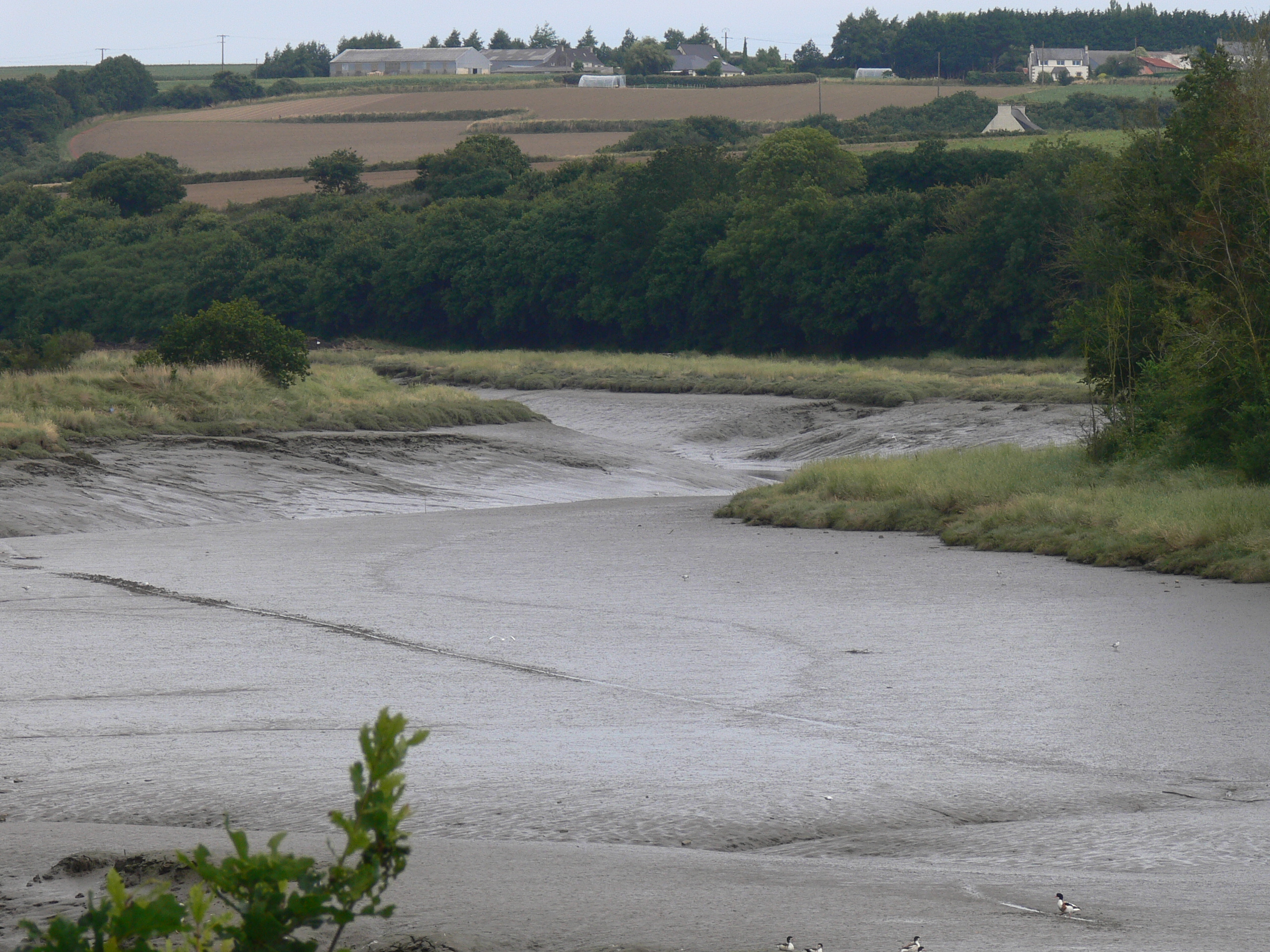
Le confluent de l'Eon dans l'aber à marée basse.

Le Coatoulzac'h (ou Coat Toulzac'h), littéralement bois du cul-de-sac, est son principal affluent. Long d'une vingtaine de kilomètres, il conflue sur la rive droite en aval de Saint-Thégonnec. Il reçoit en rive droite, à deux mil neuf cent mètres du centre de Saint-Thégonnec par la route, lieu dit Val du Pont, un ruisseau boisé et pittoresque, le Dour Ruz, c'est-à-dire Eau rouge, qui bordait une motte castrale construite au XIe siècle à la sortie ouest de Pleyber-Christ, en amont du cromlech de Coatilézec, et détruite durant les guerres de la Ligue.
En son amont, la Penzé reçoit en rive gauche le Bothuan, dont le confluent marque la frontière entre Commana, Plounéour-Ménez et sa trève Loc-Eguiner-Saint-Thégonnec.
Rive gauche, le Goaz ar C'haor, ou ruisseau de la fourche, débouche dans le bourg de Penzé et la rivière d'Eon, issue de la confluence du Cosquériou et du Guern, plus en aval dans l'aber.

### Estuaire et diverticules

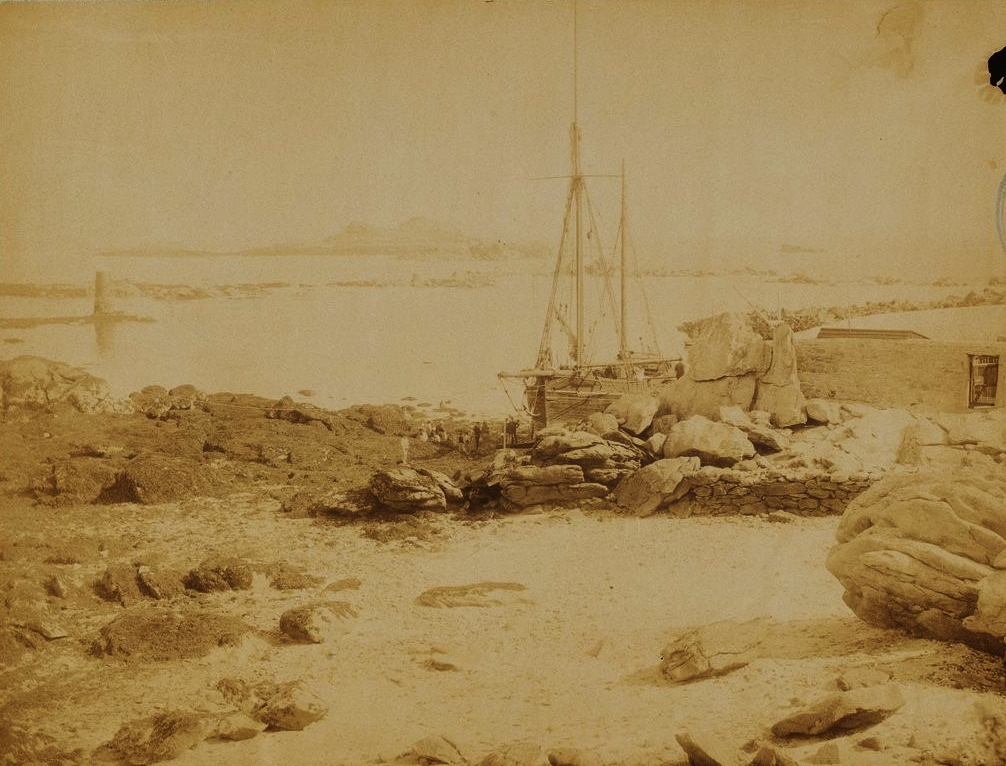
Brigantin amarré à l'entrée de l'aber de la Penzé, à Roscoff, et son personnel à pied, photographiés avant 1888.

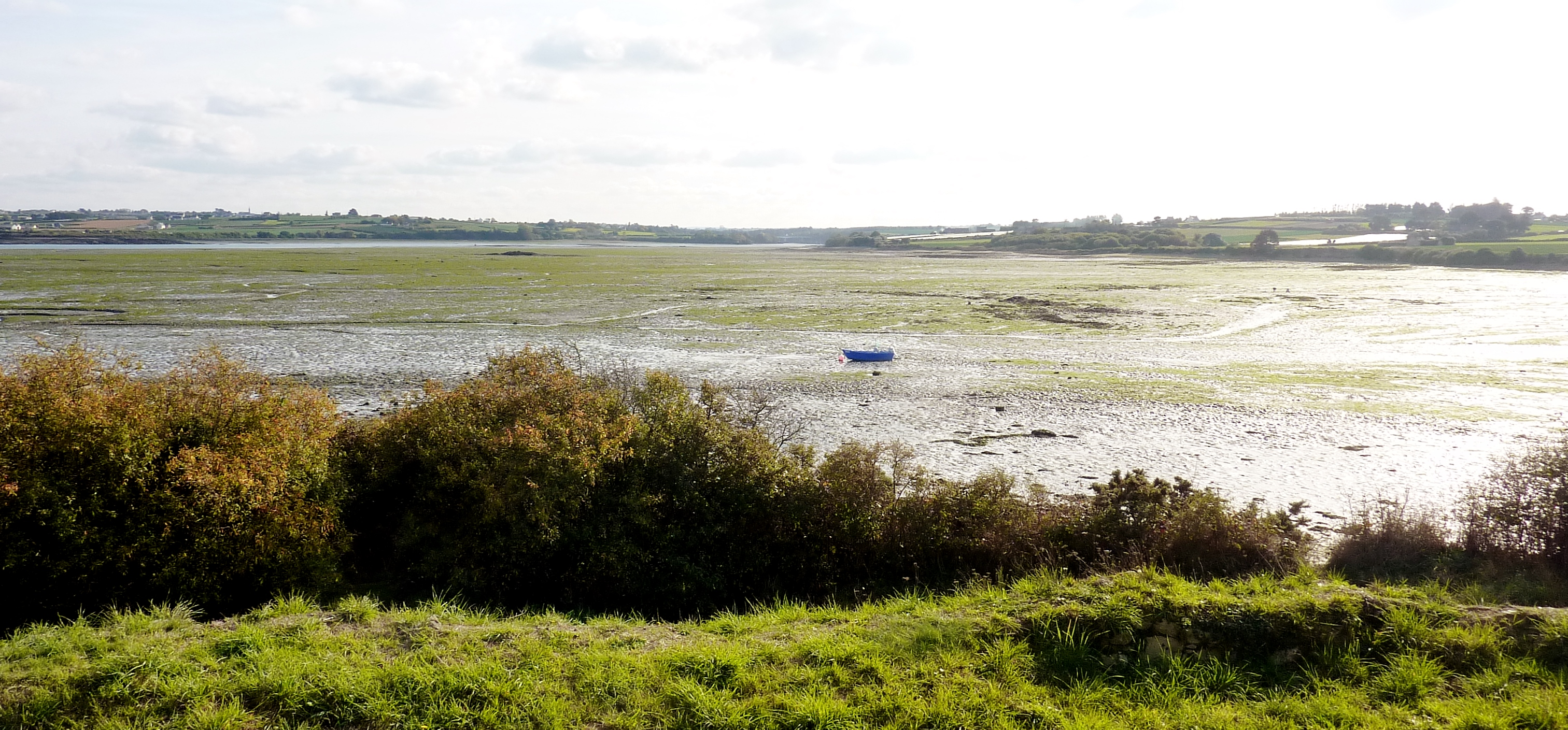
L'estuaire de la Penzé à marée basse : vue vers l'amont depuis la Pointe Saint-Jean en Saint-Pol-de-Léon.

L'aber s'étire sur un peu plus de onze kilomètres. Son gradient de salinité diminue à mesure qu'il s'enfonce dans la terre. Il reçoit les eaux de pluie de six vallons qui se terminent en anses et forment à marée haute autant de diverticules. Du nord au sud, de la mer vers l'intérieur des terres, ce sont, rive gauche, l'anse Saint Yves, le Milinou, le confluent de l'Eon. Rive droite, ce sont l'anse Sainte Marguerite, le Trogriffon et le Quistillic. Les vallons des deux derniers conduisent respectivement au bourg de Henvic et à l'ancienne trève de celui-ci, Taulé. Les cours d'eau y sont réduits à un fossé ou une rigole. Quelques autres vallons, encore plus petits, animent le relief du rivage, tel le ru du moulin à marée de Kerlaudy en Plouénan.
L'entrée de l'aber est marquée, rive gauche, par la pointe Saint Jean, qui est sur le territoire de Saint-Paul-de-Léon, quartier de Trégondern, et rive droite par la presqu'ïle Inizan, sur le territoire de Carantec à la limite de Henvic. Entre ces deux amers, à gauche du lit de la Penzé, se dresse l'îlot Toull ar Houarn, c'est-à-dire « Trou du Fer ». Un peu plus en aval, se dressent les rochers de l'île Blanche, à distance de la rive gauche, et d'Ar Pigued, « Le Piquet », à distance de la rive droite.
Un peu plus en amont sur la rive droite, la pointe de Lingoz, anciennement Lenn goz, le « Vieil étang », porte un amer pyramidal en pierre, dont le mur nord est peint en blanc et barré d'un trait vertical noir. Il marque l'entrée de la zone abritée où au moins cent cinquante bateaux ont l'habitude de mouiller.

## Écologie

### Vasières
La configuration et les caractéristiques hydrogéomorphologiques de la Penzé, encaissée mais à faible pente, font qu'elle a produit des vasières exceptionnelles.
Les vases qui se déposent dans le fond du lit et sur les berges, prennent leur aspect gris-bleuâtre de la décomposition en argile des schistes précambriens que traverse la rivière. Elles se couvrent à marée basse d'un biofilm algal et bactérien qui est la base d'un réseau trophique particulier. En période de crue, les berges sont autocurées. Un bouchon vaseux se déplace avec la marée.

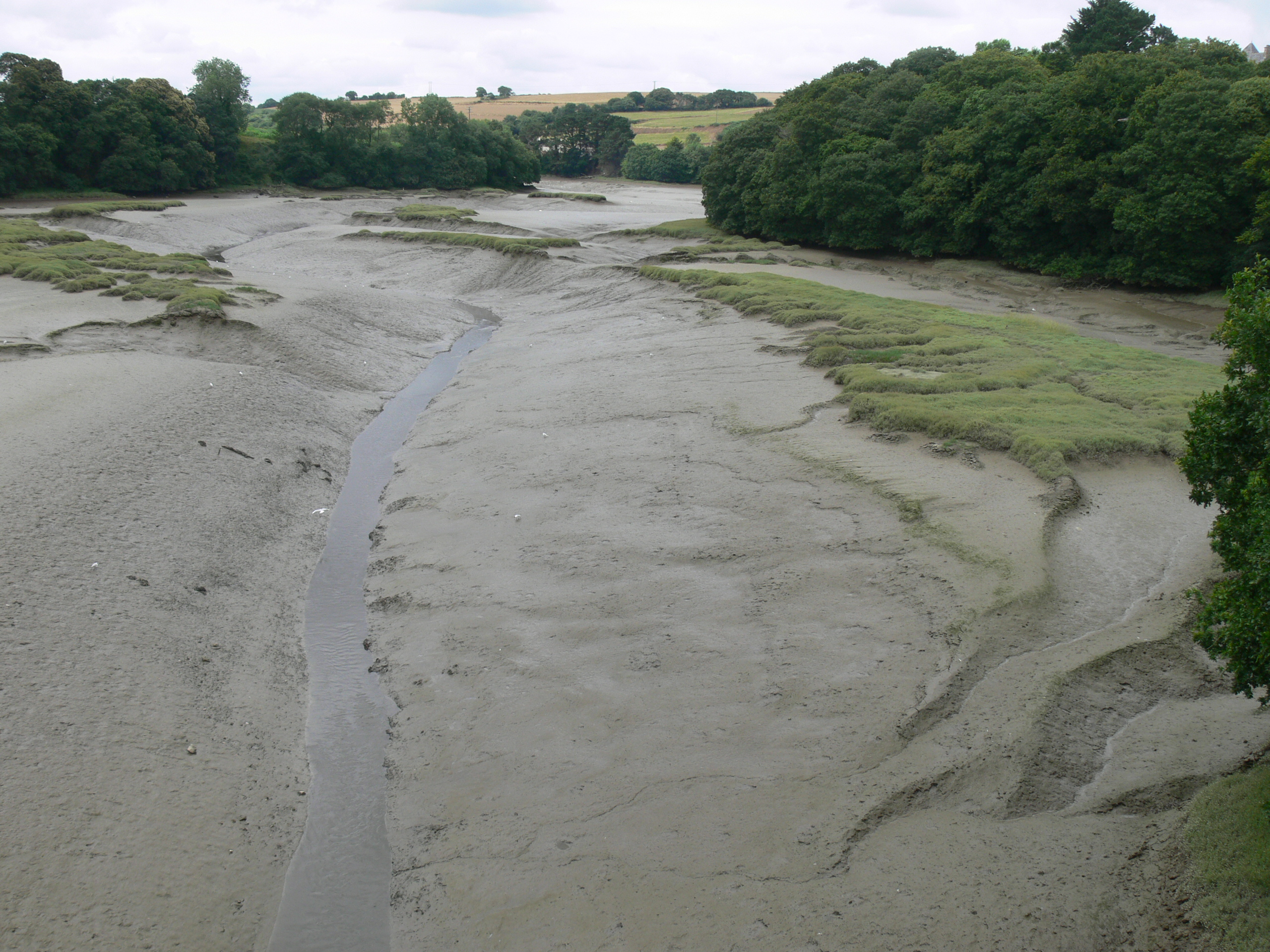
La ria de la Penzé à marée basse.
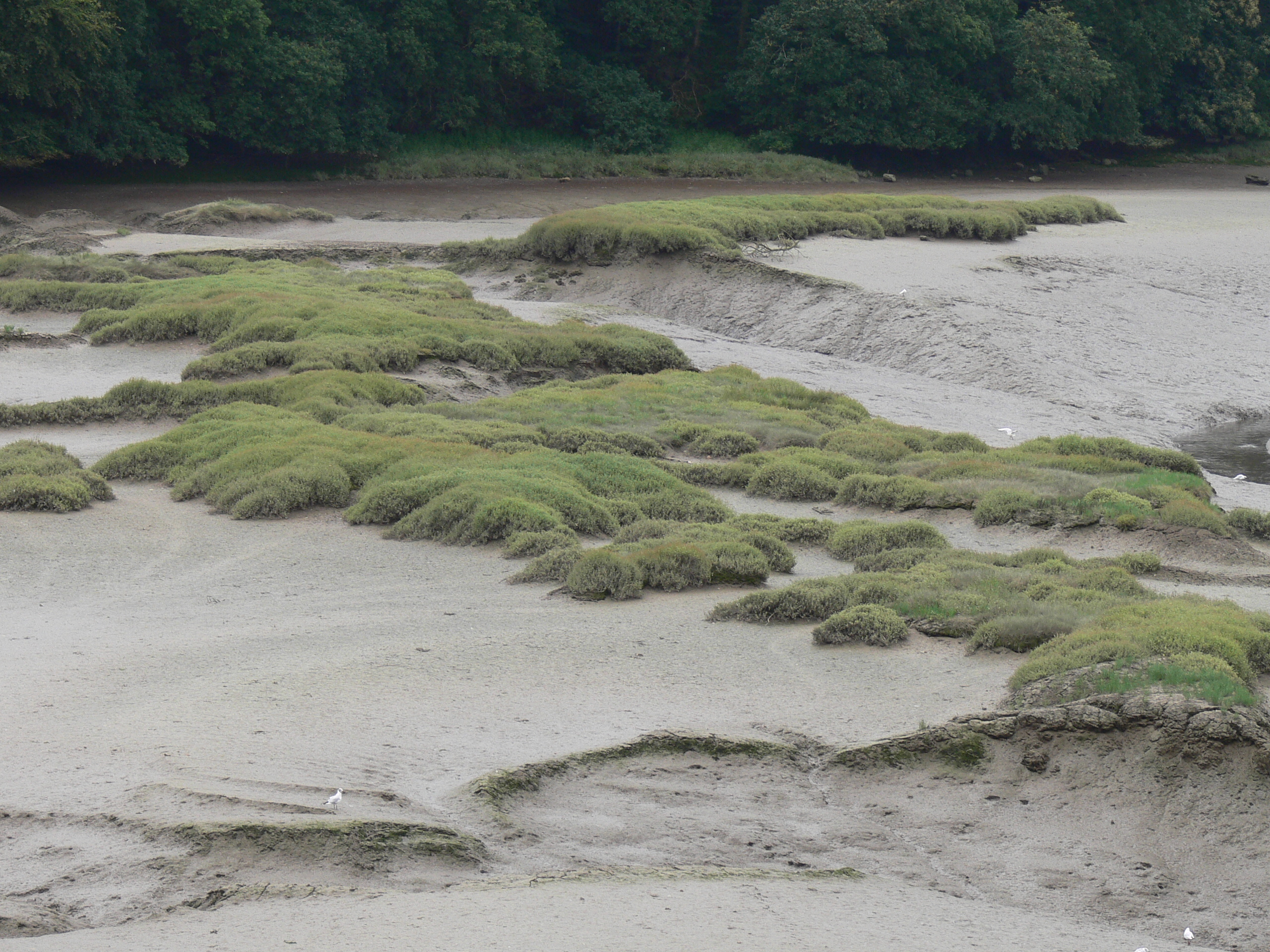
Vasière.
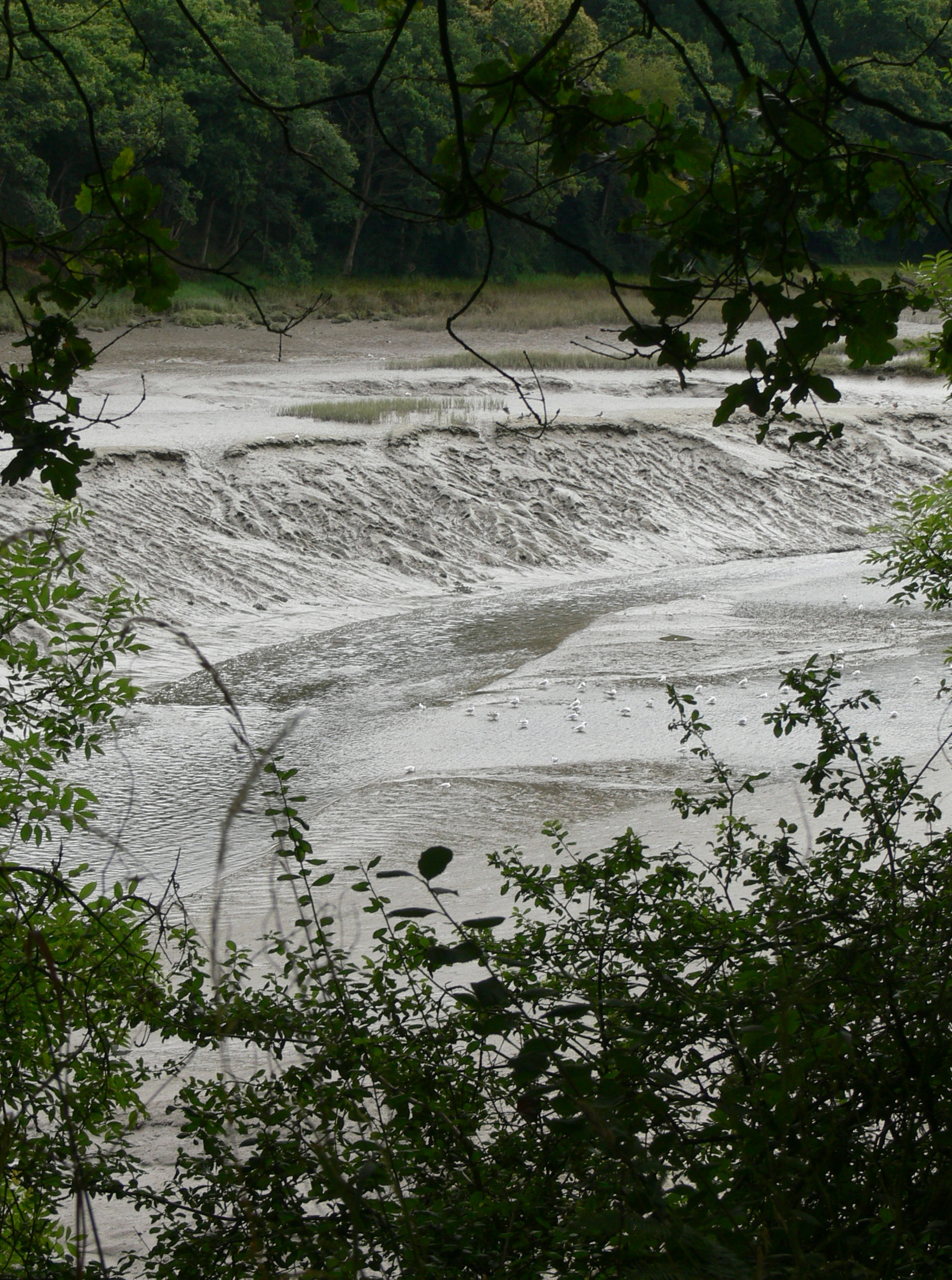
Le biotope du benthos dans toute son épaisseur.
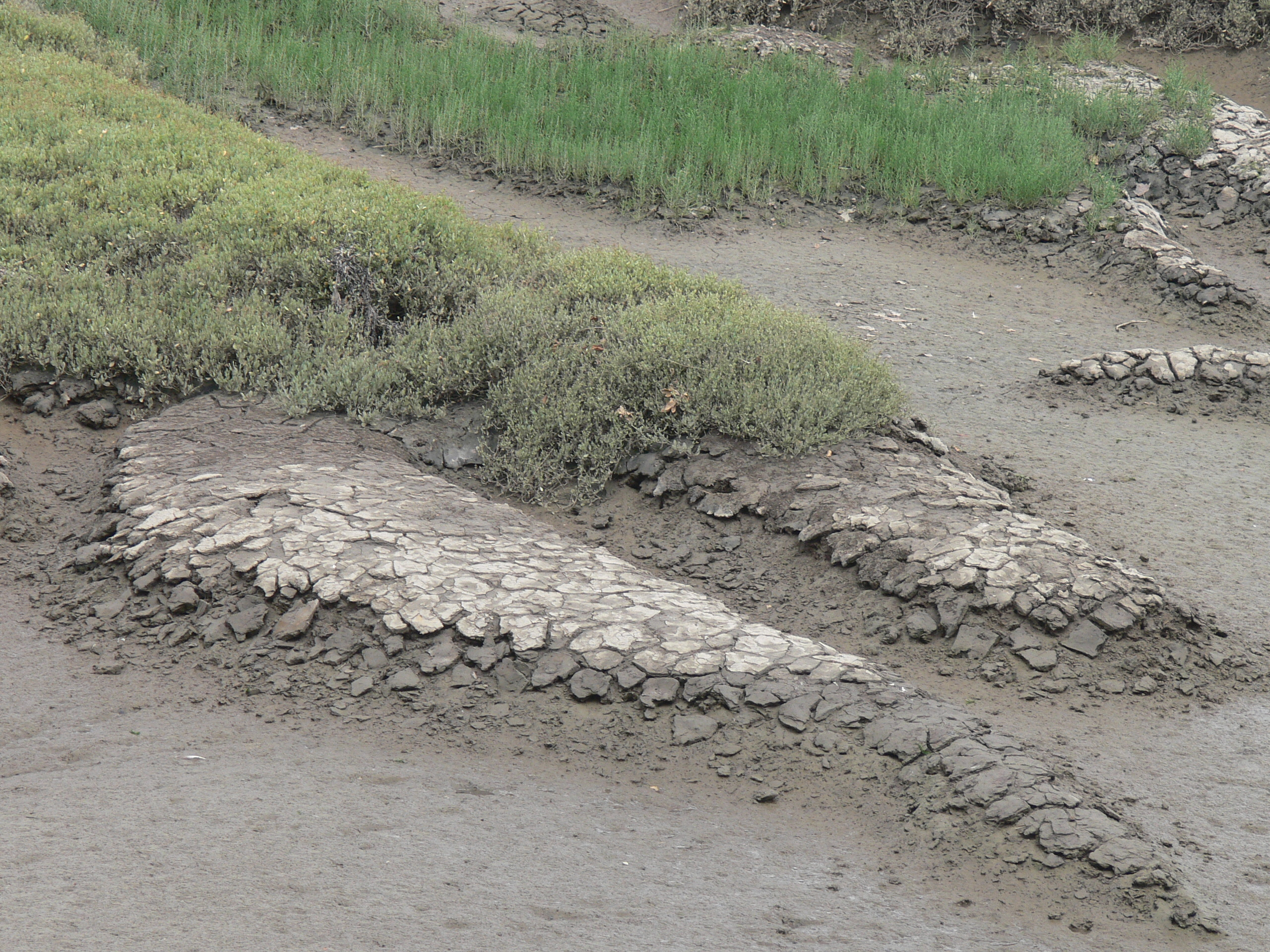
Un herbu.
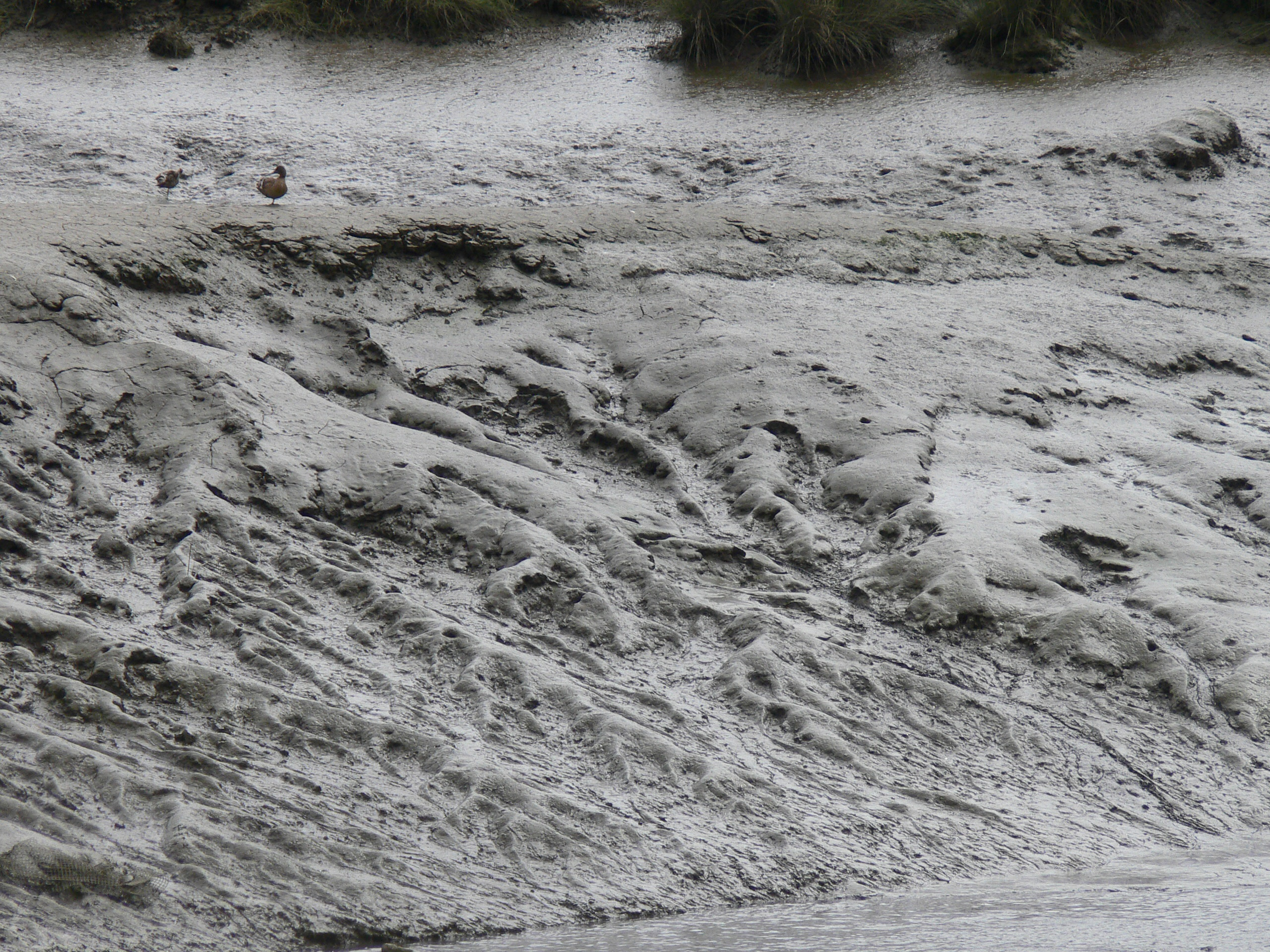
Ruissellement sur le slikke découvert par la marée basse.

Ces vasières offrent un habitat apprécié de certaines espèces d'oiseaux de mer. Les Tadornes de Belon y trouvent les nombreux invertébrés dont ils ont besoin pour se nourrir.

### Pollution
Ces vases peuvent toutefois localement être surabondantes, à cause d'une augmentation de l'érosion des sols. Celle-ci est induite par la destruction ou le recul du bocage et une augmentation de l'intensivité de l'agriculture. Les engrais, azotés et phosphatés, peuvent également, augmenter la turbidité de l'eau et le dépôt de vase.
Certains polluants, métaux lourds, métalloïdes non biodégradables, dioxines, PCB, etc. peuvent localement s'y concentrer, et affecter les espèces qui vivent dans la vase ou sur la vase, l'anguille par exemple.
Dans le cadre du schéma directeur d'aménagement et de gestion des eaux, la gestion de l'écosystème aquatique est confiée à une structure administrative de coordination, dite « Léon Trégor », qui met en œuvre un plan intitulé Trame bleue.
La qualité des eaux de la Penzé est régulièrement contrôlée par le Syndicat Mixte pour l’Aménagement et la Gestion des Bassins du Haut-Léon, dont le siège est Saint-Thégonnec. Le seuil de nitrates, 50 mg/l, est, à de rares exceptions près, respecté. Les traces de pesticide, dont le glyphosate et l'acide aminométhylphosphonique, sont régulièrement trouvées sur l'ensemble des stations de suivi.
Le 2 avril 2021, le réservoir de lisier de SOFALIM, un des plus gros élevages porcins du département,,situé au lieu dit Kerjean, en Taulé, sur la rive droite en amont du bourg de Penzé, déborde et se déverse le long des sept cent cinquante mètres de l'affluent Moulin du Roy avant d'atteindre l'embouchure mil trois cent mètres plus en aval. Plusieurs dizaines de milliers voire de centaines de milliers de litres de matière fécale, compremettant notamment la conchyliculture, se répandent dans l'estuaire sur plus de trois kilomètres et l'AAPPMA de Morlaix porte plainte. Pêche à pied et baignade sont interdites à Carantec, Saint Pol de Léon, Roscoff. L'association Eau et rivières de Bretagne dénonce les défauts techniques des infrastructures financées à grand frais depuis 1994 par le Plan de maîtrise des pollutions d'origine agricole et le manque de formation des manipulateurs.

### Faune
Oiseaux

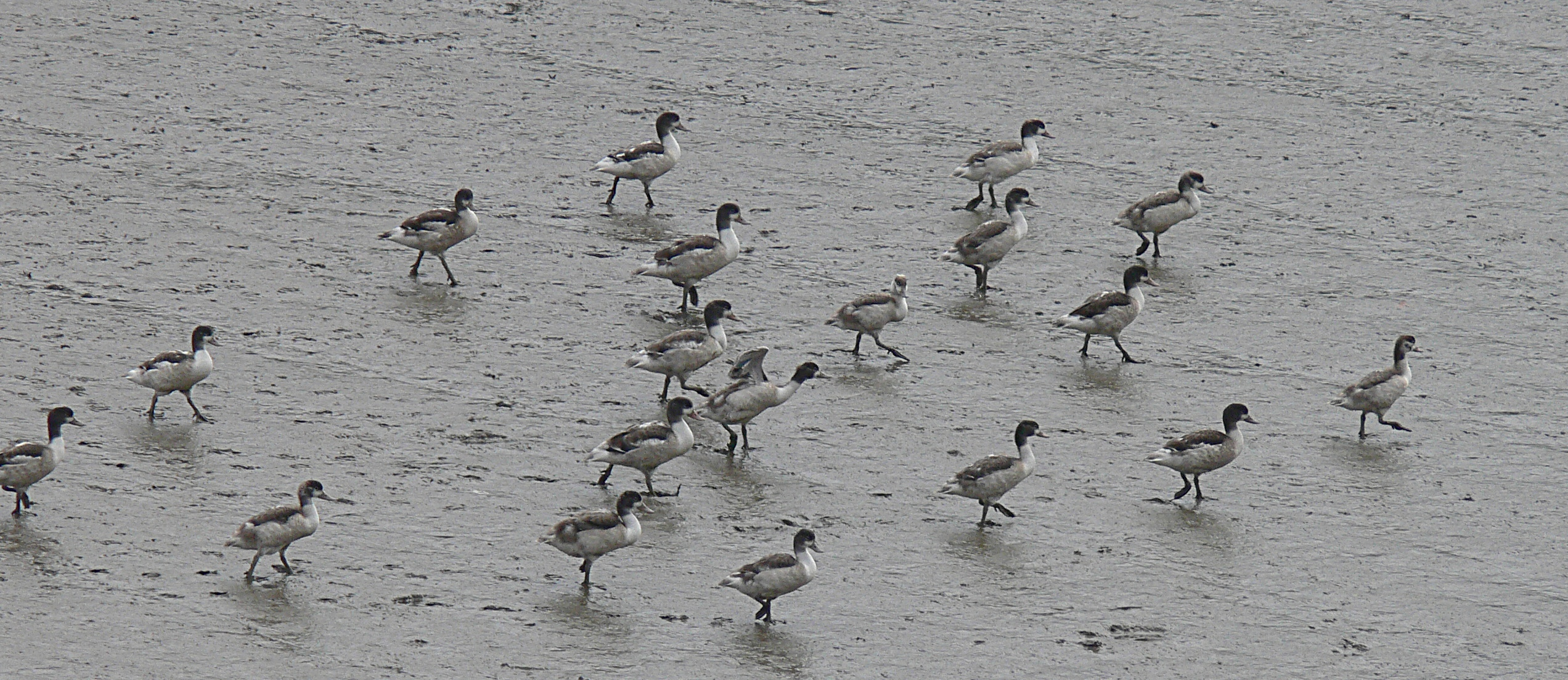
Tadorne de Belon juvéniles dans l'aber.

L'estuaire tidal de la Penzé et le benthos de ses vasières donnent un abri à une vingtaine d'espèces d'oiseaux protégées pour l'hivernage ou pour le passage migratoire. C'est une zone protégée essentielle à la biodiversité (ZNIEFF) incluse dans le programme Natura 2000 de la baie de Morlaix qui appartient au domaine public maritime et où la chasse et la cueillette sont strictement réglementées.
Coquillages
La baie est riche en Isopodes (Anceus, Sphaeroma), Cœlentérés (Obelaria gelatinosa, Clava squammata) et Annélides, dont l'Arenicola, le Nephtys hombergii, le Nereis cultrifera et des formes naines endémiques. Elle abrite des Thysanoures de l'espèce Anurida maritima et un Myriapode, le Scoliophanes maritima. Les myes communes abondent au confluent de la rivière d'Éon.
Poissons
Le saumon remonte la Penzé, où l'on pêche également la truite. Les affluents sont aussi des rivières à truite. Le mulet gite dans le haut de l'aber. Le bas de la baie de la Penzé, en face de Saint-Pol-de-Léon, est un lieu de pêche à pied, réglementée, des crevettes, palourdes et bigorneaux.
Mammifères
Depuis la fin des années 1990, la loutre, appelée « chien d'eau » ((br) ki dour, autrefois dourgi, pl. dourgon), a recolonisé le bassin de la Penzé depuis celui du Blavet. Les foyers se trouvent le long des cours d'eau du bassin supérieur, dans la zone du Parc naturel régional d'Armorique qui s'étend sur les territoires de Commana et Plounéour-Ménez, mais les indices de présence sont régulièrement relevés jusque sur la côte. Les autres mammifères endémiques et sauvages les plus remarquables sont le putois, la fouine, la martre.
La vallée est fréquentée par cinq espèces de chauve souris, dont le grand rhinolophe. Des abris leur sont aménagés, dans le clocher de Penzé et, à mi-parcours du fleuve, dans la grotte de Roc'h-Toul.

### Conchyliculture
En 1839, les vapeurs à aubes de la compagnie Corbière, relayés en 1865, durant la phase libérale du Second Empire, par le chemin de fer, ouvrent le Léon au marché parisien et le convertissent en zone d'exportation, en particulier de fruits de mer. Dans la baie de la Penzé, les huitres sont alors pêchées sur le banc de Saint Yves.
Aujourd'hui, les ostréiculteurs déposent leurs poches sur les rives les plus en aval de l'aber, en bordure de la baie de Saint Pol et le long des rives occidentales de l'Île Callot.

### Flore
Le val de Penzé, en particulier le site protégé de Roc'h Toul, abrite la fougère Hymenophyllum tunbrigense,

## Aménagements

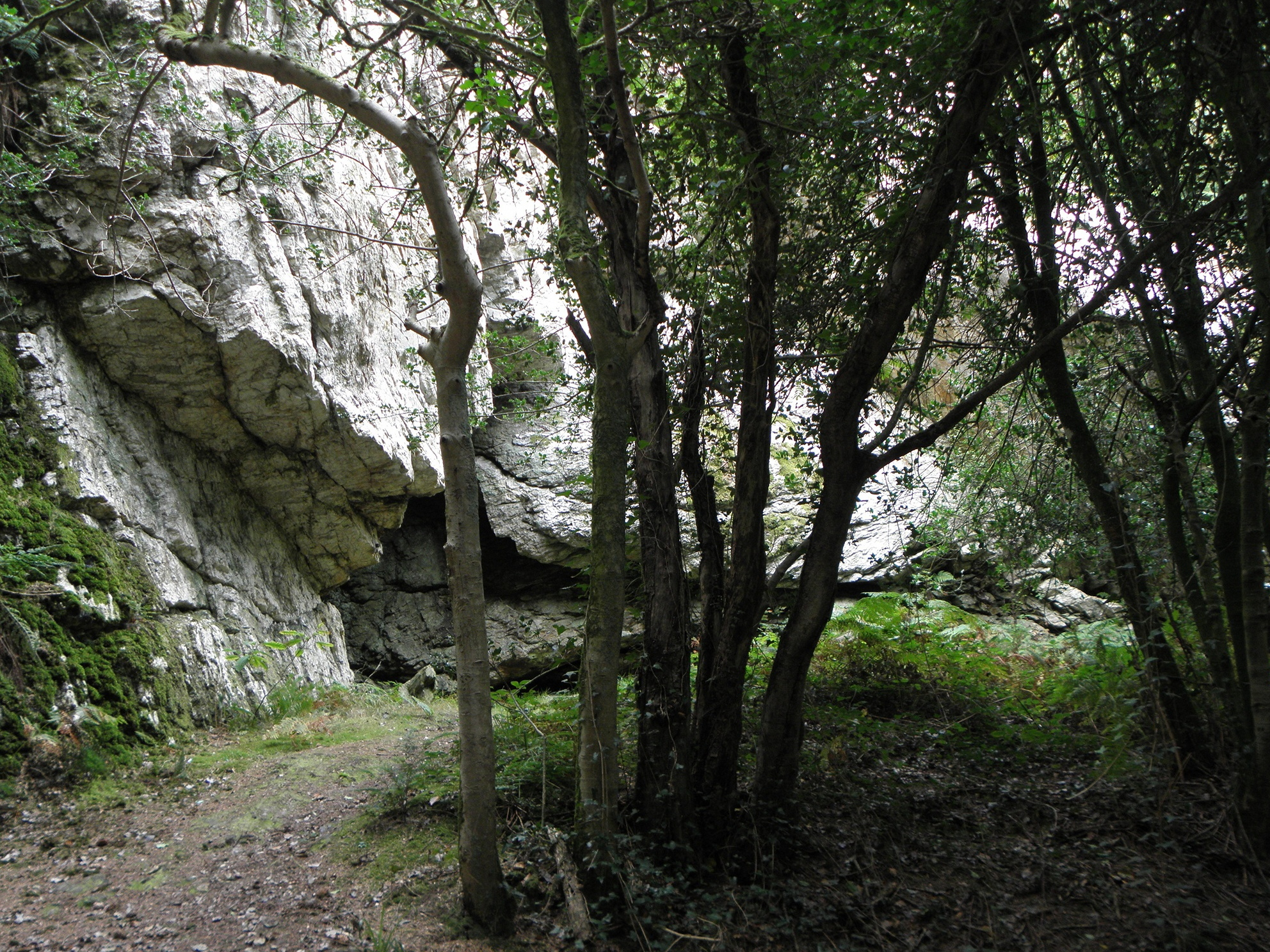
La grotte épipaléolithique, soit ca. -8000, de Roc'h Toul, une double chambre sur quarante mètres de profondeur, témoigne du plus ancien site d'implantation connu sur les bords de la Penzé. L'entrée de la grotte, qui abrite des chauves souris, est fermée.

### Moulins
Au début du XVe siècle, dans une économie de guerre développée par une guerre de Cent Ans finissante, le Léonais devient une terre à chevaux et à blé. La Penzé se couvrira jusqu'au XIXe siècle d'un nombre surprenant de moulins à eau, quinze pour la seule paroisse de Saint-Thégonnec, à peine moins à Commana, où la plupart ont disparu. Ils faisaient fonctionner des meules mais aussi des scies et des ateliers de fabrication de papier. Le bois était exporté comme bois de chauffage et le papier était acheté par la Manufacture des tabacs de Morlaix.
- En Commana
- Moulin de Restancaroff,
- Ancien et nouveau moulin du Bas du Bois de la Roche en Commana, sur le confluent avec le Bothuan.

- En Plounéour
- Moulin de Nesnay,
- Ancien et nouveau moulin de Kerhor,
- Ancien et nouveau moulin de Traon Renard,
- Ancien et nouveau moulin du Taros,
- Ancien et nouveau moulin de Traon Milin sur Coat Toulzac'h,
- Moulin de Lanharun sur le Coat Toulzac'h,
- Moulin aujourd'hui disparu de Ster sur le Coat Toulzac'h,
- Moulin de Alan sur le Coat Toulzac'h.

- En Saint-Sauveur

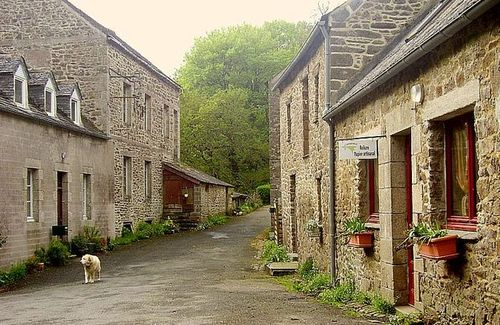
Le moulin de Kéréon sur la Penzé à Saint Sauveur.

- Moulin de Kereon, au nord ouest du bourg.

- En Saint-Thégonnec
- Moulin du Luzec, au sud ouest du bourg.
- Moulin à papier de Coasvout, entre le bourg et Penhoat,
- Moulin de Penhoat, moulin à blé.

- En Guiclan
- Moulin de Trévilis, sur le fleuve à l'est du centre du bourg.
- Moulin de Kernabat, au sud est du bourg en amont du précédent.

- En Taulé
- Moulin du Roy, scierie située entre Penhoat et Penzé.
- Moulin de Penzé, en aval du précédent.
- Moulin de Kerlidec.
- Moulin du Quistilic, moulin à blé.

En Plouénan
- Moulin de Pont Eon, minoterie de la parsoisse de Plouénan.
- Moulin neuf de Milinou, en amont de l'anse du Milinou (« Les Mouiins » en breton), en Plouénan.
- Vieux moulin (milin coz en breton) de Milinou, en aval du précédent, détruit dans les années cinquante mais toujours hanté par un meunier voleur estropié par sa meule et condamné au purgatoire[19].
- Moulin à marée de Kerlaudy, dont il ne reste que la digue fermant une petite anse alimentée par un ru.

En Henvic
- Moulin à marée de Trogriffon, aujourd'hui en ruines, qui fonctionnait grâce à la digue fermant un diverticule de la Penzé.
- Moulin du Band, minoterie de la paroisse de Henvic qui appartenait aussi aux sieurs de Trogriffon.

En 1832, est construit à Penzé sur un bief, quelques mètres en amont du pont de Pen ar Pont et du fond de l'aber, une minoterie industrielle « modèle américain » de quatre étages, les Moulins Borgnis-Desbordes. Avec ses deux roues et ses huit meules, elle restera pendant plus d'un siècle la plus importante usine à farine du Finistère, fournissant les boulangeries de Saint-Pol-de-Léon à Morlaix. Cette minoterie a cessé de fonctionner en 1996 et a été transformée en Centre d'art contemporain.

### Ponts piétons

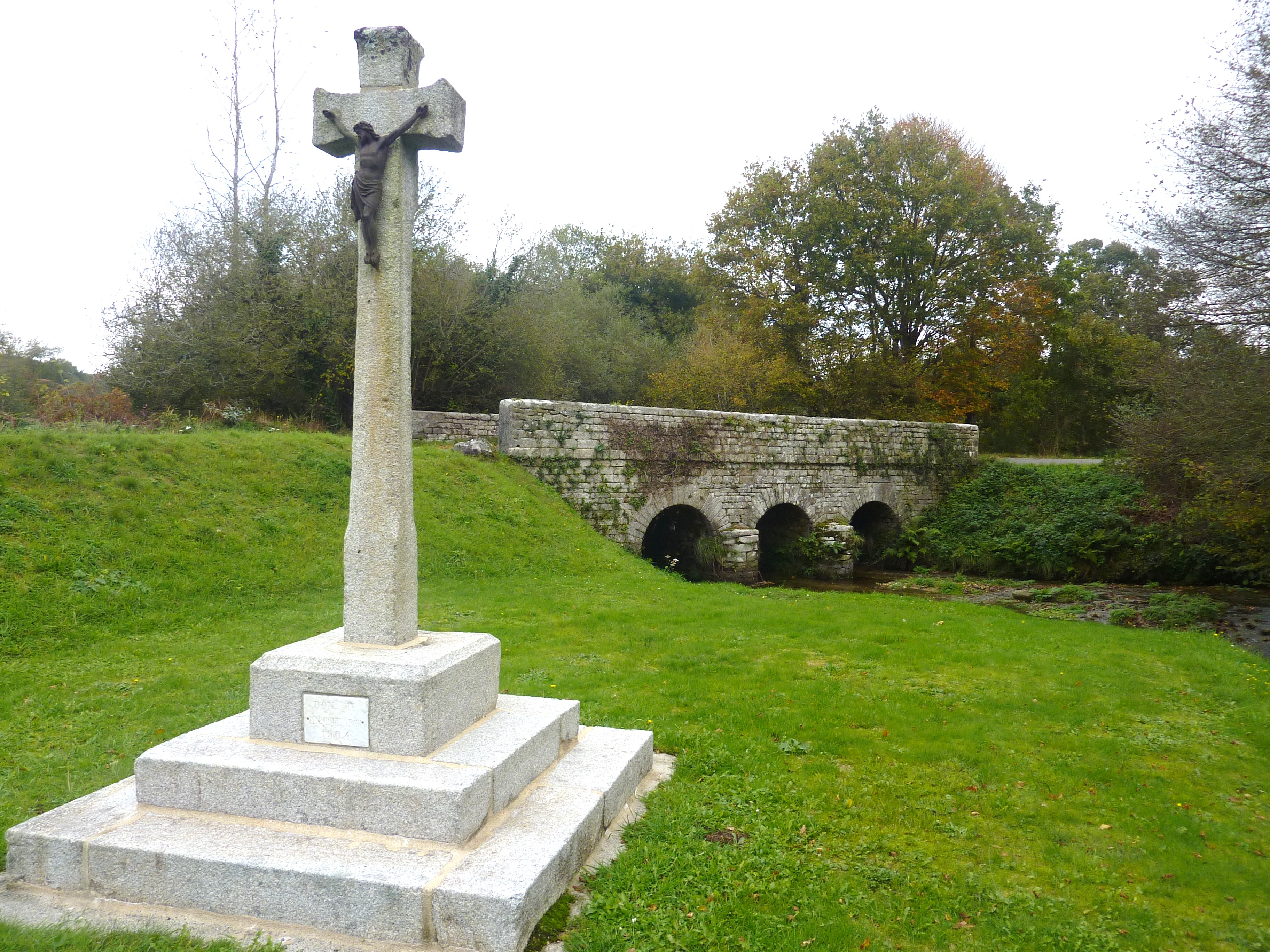
Le pont du Moulin Bas du Bois de la Roche et son calvaire.

Des passerelles et petits ponts en pierre subsistent du XVIIIe siècle et du XIXe siècle.
- La passerelle de Taros en Plounéour-Ménez est faite de deux longues pierres plates qui se joignent sur un rocher placé au milieu du cours d'eau.
- Le pont de Quilliou Dour compte cinq petites arches faites de linteaux droits en granit.
- Le pont du Moulin Bas de la Roche à Commana en compte trois en plein cintre faites de moellons de granit qui supportent un parapet de même.
- Le pont de Luzec relie Saint-Thégonnec et Guimiliau.
- Le pont de Penhoadic, simple passerelle en bois reconstruite en mai 2011 que franchit le Circuit des moulins, relie le bourg de Saint-Thégonnec à celui de Guiclan.
- La passerelle du moulin de Kernabat, idem en aval du précédent.
- La passerelle de Bian, idem en aval du précédent et en amont de Penhoat.

### Port
Le fleuve est accessible depuis la mer par un aber qui remonte jusqu'au lieu-dit Pen ar Pont, c'est-à-dire « bout du pont ». Au-delà, l'arche basse d'un petit pont interdit toute navigation sur un cours tout juste utile à l'alimentation des moulins.
Au XVIIIe siècle, Penzé et Pont Eon sont des ports d'exportation du bois coupé dans les forêts de Lannuzouarn et de Penhoat et, plus en amont, dans les Monts d'Arrée. Le trafic, interrompu par la Terreur puis le blocus continental, reprend à la Restauration.
Au XIXe siècle, les cotres et les gabarres, poussés par la marée et leurs voiles rouges délavées, déchargeaient à même la plage leurs cargaisons de traez, sable coquiller ramassé sur les côtes de Callot et Batz et le maërl dragué sur les hauts fonds de la baie de Morlaix. Ces matériaux étaient destinés à l'amendement de la terre limoneuse de la Ceinture dorée. Les bateaux des îliens repartaient à vide, parfois avec une cargaison d'ajoncs, combustible bon marché.
En 1849 une cale d'accostage en pierre, garnie de granit rose, est construite pour faciliter le débarquement du traez et son transport par charrette directement vers les exploitations agricoles. À la fin du XIXe siècle, elle est complétée d'un quai de soixante quatorze mètres. Il s'étend sur la rive droite au-dessus du dernier banc d'échouage. En face, à Pen ar Pont, c'est-à-dire sur le territoire de la commune de Plouénan, l'auberge lésée par la municipalité de Taulé fait construire un quai, plus court, pour attirer les clients. Administrativement, la rive droite dépend du port de Morlaix, la rive gauche de celui de Roscoff.

### Cales
La base de l'aber sert de zone de mouillage pour de petits bateaux. Deux cales, la cale de Saint Nep et, un peu plus en amont, la cale de Saint Yves, facilitent le débarquement sur le territoire de Saint-Pol-de-Léon, sur la rive gauche. Elles ont été construites à la fin de la guerre de 1914-1918 dans le cadre du débarquement en novembre 1917 à Brest de 780 000 soldats américains et de la sécurisation de convois logistiques vers Cherbourg. Le passage du la Corde à Penzé avait été choisi pour servir à la marine française de poste de combat aérien. Transformé le 1er août 1918 en Centre d'aviation maritime (CAM), le poste a mené trois missions de combat.
Sur la rive droite dans le prolongement de la cale de Saint Yves, la cale de Coatigariou, en Henvic, est le dernier vestige de l'ancien bac de la Corde. Quatre cent cinquante mètres en amont, une seconde cale, au débouché de l'anse Sainte Marguerite, fait du quartier de Kerantreiz un mouillage pratique. Entre les deux, à hauteur du pont de la Corde, un petit quai se prolonge d'une troisième cale.

### Le bac de la Corde
L'estuaire de la Penzé, une ria, a toujours constitué un obstacle aux communications terrestres, dressant une frontière naturelle entre le Minihy de Léon, à l'ouest, et le pays Pouched, lequel comprend les communes de Carantec, Henvic, Taulé et Locquénolé.
Au Bas Moyen Âge, le franchissement de l'estuaire de la Penzé se faisait à un gué dénommé passage des Bœufs. Au début du XVe siècle, Henvic obtient le privilège de tenir une foire. Un bac, guidé vraisemblablement par une corde tendue entre les deux rives, assure la liaison avec la capitale du Léon, le Minihy de Léon. Le passage des Bœufs devient le passage de la Corde. Ce bac appartient aux seigneurs de Lézireur jusqu'à la Révolution française. Des adjudicataires le font fonctionner tout au long du XIXe siècle.
En 1885 est abandonné le passage de Kerantreiz pour un franchissement situé quelques dizaines de mètres plus en aval, à hauteur de Treiz Nevez. Entre 1889 et 1918, le passeur est Adrien Herrec (1863-1934). Un viaduc ferroviaire ayant été mis en service en 1883, le projet d'un bac à vapeur est abandonné en 1912.

### Le viaduc de Guimiliau
La ligne de Paris-Montparnasse à Brest franchit le cours amont de la Penzé à la frontière orientale du territoire de Guimiliau par un viaduc de trente deux mètres de haut inauguré en 1865 après trois ans de travaux.

### Le viaduc de Penzé

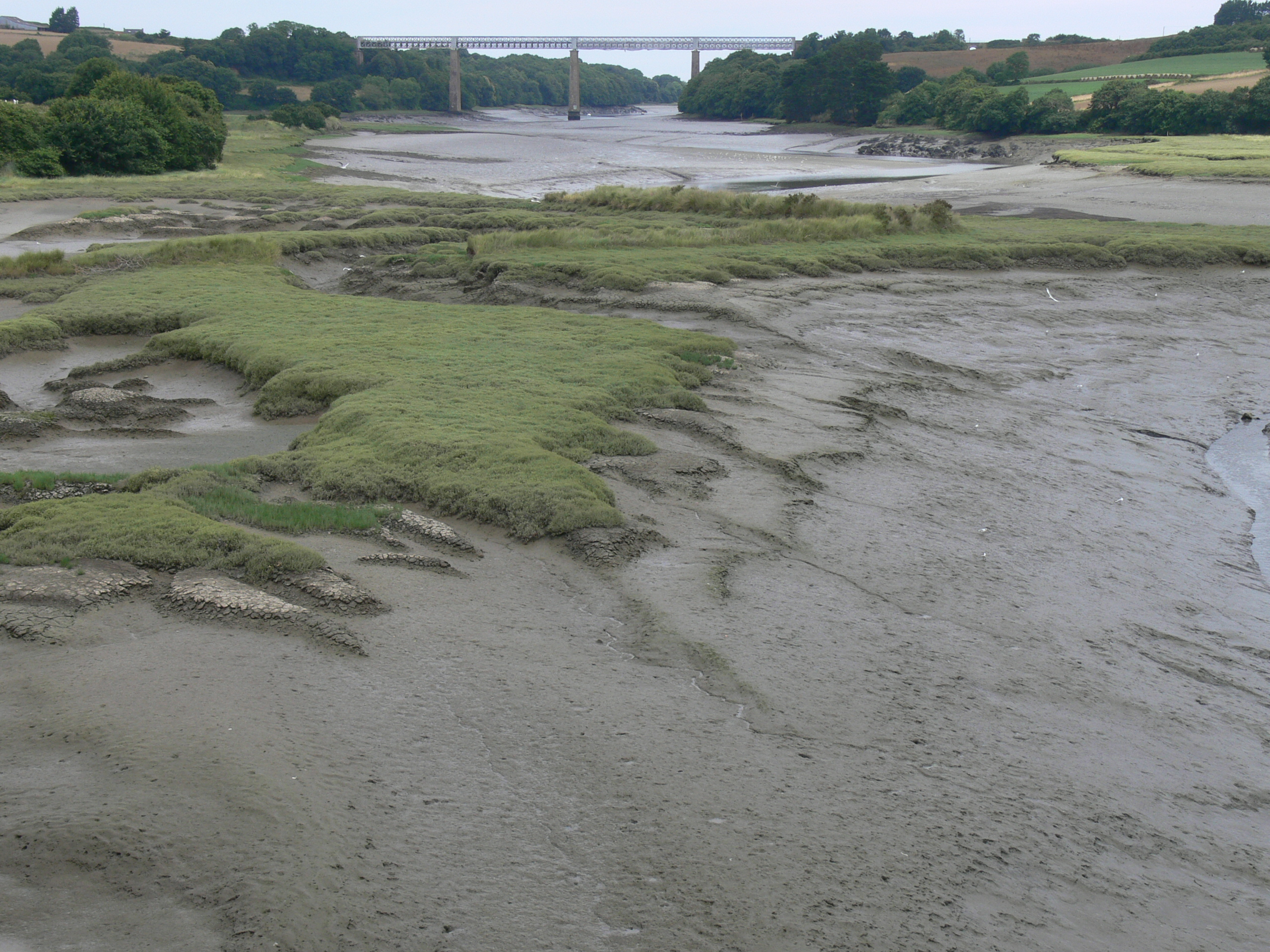
Vue vers l'aval du viaduc de la Penzé à l'été 2010.

Le viaduc de la Penzé est un viaduc ferroviaire qui franchit l'estuaire de la Penzé. Long de deux cent dix neuf mètres et haut d'une quarantaine, il permet le passage de la ligne Morlaix - Roscoff, ouverte le 10 juin 1883.

### Le pont de la Corde
Il y a eu, reliant les territoires d'Henvic et de Plouénan par-dessus l'aber, deux ponts dénommés pont de la Corde. Le premier pont de la Corde est ouvert le 30 octobre 1927. La Route départementale 58 est réaménagée à la fin des années soixante. Un nouveau pont routier est inauguré le 15 juillet 1969. L'ancien pont est dynamité en 1971.

## Le bourg de Penzé
Penzé est un village à cheval sur les communes de Plouénan et Taulé, proche des limites des communes de Guiclan et Saint-Thégonnec. Il est situé à la naissance de la ria du fleuve côtier Penzé.

## Lieux sacrés

### Mégalithes
Le dolmen de Prat Louc Houarn en Plouénan gouverne sur la rive gauche, en face de la chapelle Sainte-Marguerite, non loin du pont de la Corde, l'entrée de la gorge de la Penzé, qui, à l'époque de la construction, n'était pas en aber, le niveau de la mer étant alors beaucoup plus bas dans le lit de l'ancien fleuve qui est devenu, à la fin de la dernière époque glaciaire, La Manche.
Le dolmen et le menhir de Lingoz, sur la rive d'en face, en Henvic, ont été détruits, comme beaucoup de mégalithes du Haut Léon.
De ces deux points de part et d'autre de l'estuaire de la Penzé, on pouvait, par ce qui est aujourd'hui envahi par la mer, rejoindre à pied au nord le site de Saint-Barbe, à Roscoff, et à l'est le site de Barnenez, jumeau du précédent et seul préservé.

### Cimetières protohistoriques
- Cimetière du Mouster Blanc

Encore mentionné dans les archives de la fin du XVIIe siècle, le cimetière a été découvert le long de la route de Plouénan à Saint-Pol au début du XXe siècle lors de la construction d'une habitation. Il se trouvait à l'actuel lieu-dit Le Mouster, c'est-à-dire Le Moutier, à la source du ru qui se jette dans l'aber de la Penzé en formant l'anse de Saint-Yves. Dédié à saint Grégoire, un oratoire, qui n'a pas laissé de traces, accueillait l'office funèbre.
- Cimetière de Loc-Eguiner-Saint-Thégonnec.

C'est un cimetière, distinct du cimetière actuel, qui n'a pas été fouillé et qui est antérieur à l'occupation romaine.

### La chapelle de Lopréden et ses filles
- Notre-Dame de Lopréden, au lieu-dit du même nom en Plouénan, dominait le cours aval de la rivière d'Eon. Déjà en ruine au milieu du XVIIIe siècle, elle est vendue à l'état de matériau sous la Révolution. C'était un antique Loci Bridanni, Loc'h Preden en léonard, c'est-à-dire « sanctuaire de saint Brandan », passé au Bas Moyen Âge de la propriété de l'abbaye rennaise de Saint-Melaine[27], à l'époque, une des plus puissantes de Bretagne, à celle de Fineterre[28], port international alors très actif qui était la principale source de revenu du Comte évêque de Léon. La veille de la Saint Brandan, un feu de joie était allumé près de la chapelle[28]. En 1717, un mariage y était encore célébré[28].
- La chapelle Saint-Yves, située en bas du même ru du même nom à moins d'un kilomètre du Mouster, a elle aussi disparu. Elle annonçait rive gauche le passage de la Corde[29]. Dédiée à saint Yves, on n'en sait rien que le nom mais celui-ci indique une dédicace tardive.
- La chapelle Saint-Jean, dédiée à l'Évangéliste, se voit toujours, à un peu plus d'un kilomètre de Lopréden, plus bas sur le cours de la rivière d'Eon. Elle a été élevée par les seigneurs de Lannuzouarn vers 1400 au lieu-dit Pont-Eon, sur le confluent avec la Penzé[30].

### La chapelle Sainte-Marguerite
Erigée au XVe siècle près du gué aux bœufs, devenu gué de la Corde, sur la rive droite de l'aber, en Henvic, la petite chapelle Sainte-Marguerite, un simple bâtiment rectangulaire dont le clocheton forme une toiture en bâtière, a été remaniée au XVIe siècle et restaurée en 1878. La statue de sainte Marguerite est du XVe siècle. Les lambris du fond du chœur dessinent une vingtaine de motifs géométriques. Les fenêtres gothiques sont ornées de trilobes et de quatre-feuilles.

### La fontaine et la chapelle de Notre-Dame de Penzé
Le bourg de Penzé s'est développé grâce à une source, point d'alimentation indispensable à tout port. Celle-ci est située une centaine de mètres au-dessus du gué, rive droite, côté Taulé. Aménagée en fontaine, la source est sacrée et fait l'objet d'une dévotion qui s'est concrétisée par l'érection d'une chapelle, qui en 1185 relève de l'abbaye Saint-Melaine, dont le siège est à Rennes. Elle était une étape sur le trajet du Tro Breiz. La source alimentait un grand lavoir.
Un service dominical était assuré par un vicaire de Henvic. Les enterrements étaient célébrés sur place. Penzé avait, et a toujours, son propre cimetière. Le 11 octobre 1520, le sieur de Kerampovost cède ses droits de tombe et de prééminence sur la chapelle de Penzé au sieur de Kerguz.
En 1789, alors que l'évêque de Léon, Jean-François de La Marche, qui fuira quatre ans plus tard la Terreur dans des conditions rocambolesques, s'active à pallier la misère de son diocèse et que les notables léonards, espérant dans la Révolution qui annonce une prospérité nouvelle, remplissent avec enthousiasme les cahiers de doléances, la chapelle est reconstruite pour lui donner une nef de cinq travées. Le nouveau bâtiment affiche au-dessus du portail une statue en granit de la Vierge et est surmonté d'un très humble clocheton à deux loges ajourées qui reçoit en 1794, une seconde cloche. Derrière l'autel, un grand retable à tourelles du XVIIe siècle, de style jésuitique, abrite un tableau de l'Assomption et, dans les niches de ses ailes, les statues de saint Joseph, à droite de l'orant, et de la Vierge à l'Enfant, à gauche.
La chapelle est agrandie après la Seconde Guerre mondiale sur les plans de l'architecte Heuzé d'un collatéral, dont l'architrave est portée sans chapiteaux par des piliers cylindriques. La façade est conservée et son granit clair de Callot contraste désormais avec les nouveaux parements en granit plus gris de Brennilis. L'escalier extérieur est fait d'un granit de Huelgoat plus clair. L'intérieur est dallé de schiste de Locquirec, célèbre pour sa rareté et ses reflets verdoyants.

### La fontaine et la chapelle de Saint Visias
La chapelle, qui date du XVIe siècle, se trouve rive gauche à deux mil cinq mètres en amont du bourg de Penzé, après le confluent avec le Coat Toulzac'h sur le territoire de Guiclan, au sud du carrefour de la route départementale 19 avec la route de Kerfaven Menguen. Remaniée plusieurs fois, la chapelle était celle du manoir de Notéric. Elle abrite les statues de saint Visias ou Vizien, représenté en moine, et des évêques saint Thivisiau et saint Mériadec.
La fontaine se trouve à cinq cents mètres à l'est de la chapelle, au fond des bois qui dominent la Penzé, au bout d'un chemin de terre et au-delà du ruisseau qu'elle alimente. La croyance est que saint Visias incite les enfants à faire leurs premiers pas et guérit les membres débiles. L'eau dans laquelle la tête de l'enfant est plongée est réputée faire disparaître « la veine de saint Visias » ((br) gwazenn Sant Vizia), qui gonfle au front des nourrissons, après qu'au retour à la chapelle, il ait fait, porté dans les bras, trois fois le tour de l'autel sans un mot. En guise d'ex voto, les mères revêtaient la statue de la fontaine d'habits d’enfants neufs.

### La fontaine et la chapelle de Saint Divy
La fontaine et la chapelle, consacrées à David de Ménevie, une importante figure de la réforme du pélagianisme issue comme Paul Aurélien du collège Théodose (en), se situent au nord-ouest de Plounéour-Ménez au fond du vallon où débouche la source d'un petit affluent du Coat Toulzac'h. On y accède par le chemin creux parallèle à la route départementale 111 qui conduit au Reungoat.
La fontaine se trouve entre route et ruisseau à quelques dizaines de mètres de la chapelle. C’est un appareillage très simple de granit construit vraisemblablement au XVIIIe siècle au pied de la roche, à laquelle s'accrochent les fougères. L’eau s’écoule d'une petite niche, dont la maçonnerie est altérée et d'où la statuette a disparu, sur une dalle creusée d'une rigole, laquelle débouche sur un petit bassin rectangulaire. Elle s'échappe de celui-ci par le bord opposé, lui-même ouvert par une autre petite rigole.
Une dévotion lui est rendue par les futurs couples. Une épingle, placée sur un morceau de papier puis continuant de flotter une fois le papier habilement retiré, présage du mariage dans l’année.

### Les fontaines et l'église de Loc Eguiner
La fontaine de Saint-Eguiner est doublée d'une fontaine Saint-Jean. Les constructions actuelles, en grand appareil de granit, datent respectivement de 1566 et 1690. Elles jouxtent l'église de Loc-Eguiner-Saint-Thégonnec.

## Châteaux et parcs du val de la Penzé

### Penhoat anciennement Penhoët

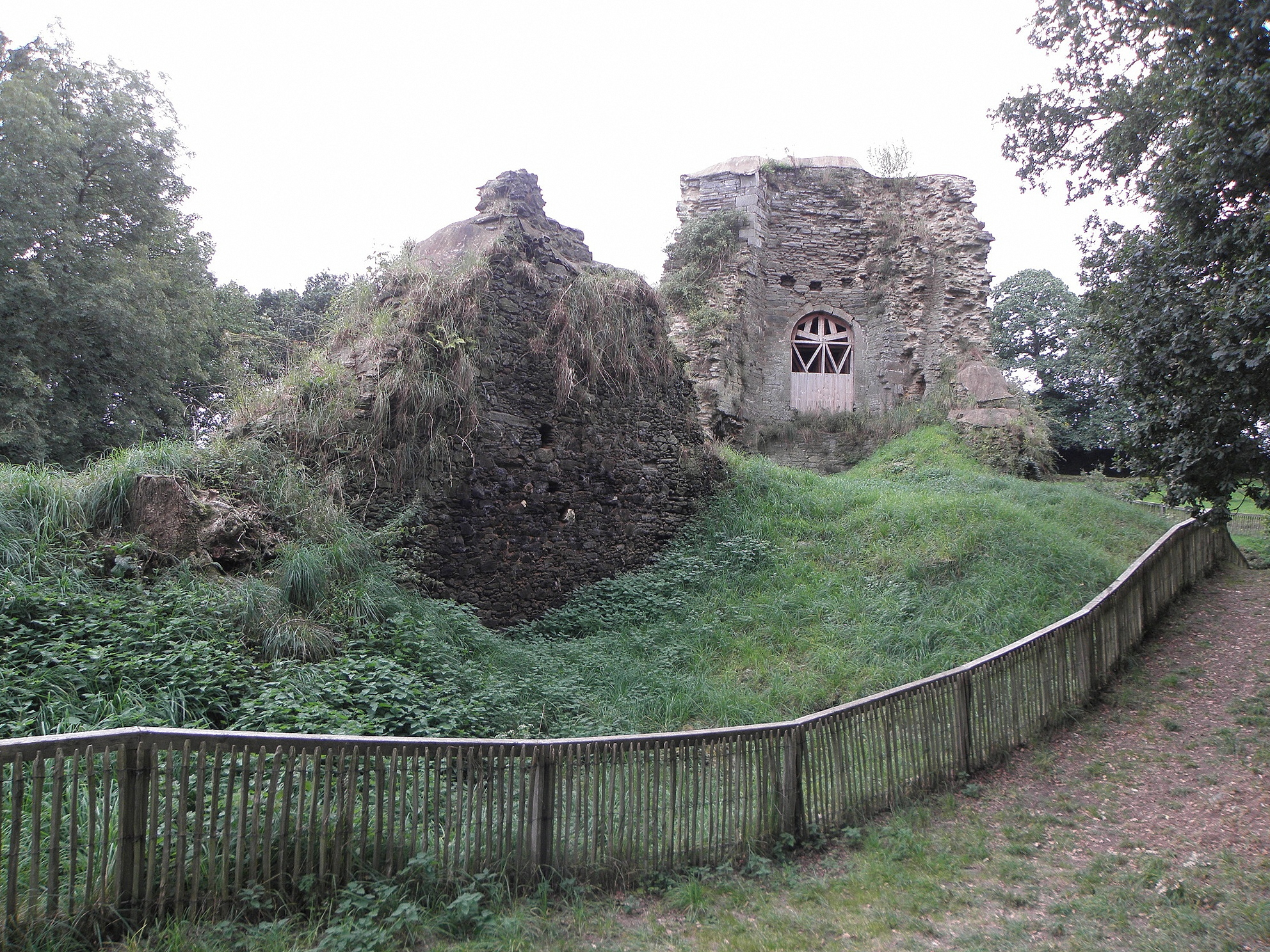
Ruines du château de Penhoat.

Le confluent de la Penzé et du Coat Toulzac'h, à Saint-Thégonnec, était le siège d'une des plus puissantes seigneuries de Bretagne, la seigneurie de Penhoat. Érigée en 1179, elle a été illustrée par un héros du Léonais, l'amiral Jean de Penhoët, vainqueur en juin 1403 d'une armada envoyée par le roi d'Angleterre Henri IV envahir le continent.
Passée en 1476 dans la maison de Rohan, seigneurs de Léon, cette seigneurie exerçait la haute justice de Carantec, sur la baie de Morlaix, à Commana, dans les monts d'Arrée. Les dernières traces d'une motte primitive ont été récemment effacées. Un second château de Penhoat, construit au XIIIe siècle, a été détruit durant les guerres de la Ligue.
Un troisième château de Penhoat, un simple manoir, a été reconstruit en Plounéour-Ménez sur la terre d'un vassal, Coëtlosquet, pour servir aux chasses.

### Manoirs de l'aber
À moins d'une demi-heure à cheval des ports de Morlaix et de Roscoff, des maisons nobles ont servi, à l'instar des malouinières du Pou Alet, de retraites aux riches armateurs du Léonais.
Rive droite en Henvic
- Le manoir de Lingoz ((br) « étang vieux »), aujourd'hui simple ferme, est situé à l'entrée de la baie de Penzé sur le territoire de Henvic et date du XVIIe siècle. Seules la porte cintrée et les deux grandes cheminées de pignon laissent deviné la noblesse ancienne de cette sobre maison construites à l'origine en granit gris de l'île de Batz.
- Le manoir de Trogriffon ((br) « autour du griffon »), qui conserve une tourelle du XVe siècle et un colombier du XVIe siècle, a été reconstruit aux XVIIe et XVIIIe siècles. Il mélange par endroits aux micaschistes locaux le granit rose de Callot et le granit blanc de Ploujean. Il est situé sur le territoire de Henvic au fond d'une anse de l'aber qu'une digue est venue fermer. La seigneurie de Trogriffon s'étendait au sud de celle de Lingoz jusqu'à l'anse Sainte-Marguerite, une autre anse de l'aber au nord de la précédente. Propriété de Jean Le Moyne, seigneur de Coatudavel, au XVe siècle, elle passe en 1578 à la maison de Tournemouche puis à celle de Quintin-Kerscao. Elle appartenait quand la Révolution s'est déclenchée, à Pierre-Joseph de Coëtamlem (1749-1827), un descendant de Nicolas Coetanlem, puis est passé par mariage aux L'Espine de Grainville, famille normande qui a donné deux maires à la commune.

Rive droite en Taulé
- Le manoir de Kerassel, en amont de l'anse du Quitillic, au nord est du bourg de Penzé, réunit à angle droit une aile du XVIIIe siècle à un corps de logis du XVIe siècle, d'anciennes écuries fermant la cour.

Rive gauche en Plouénan
- Le château de Kerlaudy se trouve à l'extrémité de l'affluent nord du vallon du Milinou, lequel se termine en anse sur l'aber de la Penzé. Le bâtiment du XVe siècle a été entièrement reconstruit au XVIIIe siècle par le frère de François Julien du Dresnay, gouverneur des Mascareignes de 1768 à 1772. C'est de là qu'émigre dès 1791 Louis Ambroise du Dresnay, qui crée à Jersey le noyau du Régiment du Léon, un des cinq régiments engagés en juin 1795 dans le malheureux débarquement de Quiberon. Le dernier habitant, René de Soyer, arrêté en 1942 et mort en déportation, cachait des aviateurs anglais. Kerlaudy est laissé en ruine après son occupation par les Allemands. Ses boiseries sont sauvegardées et vendues pour restaurer le château périgourdin de Hautefort. Demeurent du XVIIIe siècle les ruines des écuries et des communs, les traces d'un jardin exotique, un banc en pierre dans un ancien parterre fermé par deux échaliers, un bassin et sa fontaine, le tout à l'abandon.
- Le manoir de Kerbic, se situe au sud de Kerkaudy et à l'est de Plouénan, à mi chemin entre le bourg et la rive de la Penzé, à la source du ru central qui alimente l'anse du Milinou. Du bâtiment en moyen appareil du XVe siècle, qui appartenait en 1426 au bailli de Morlaix Derrien Auffray, on voit encore une tourelle en cul de lampe, des croisées de fenêtres parfois aveuglées, un portail décoré d'un accolade en ogive et d'écussons, dont celui des Auffray, losangé d'argent et de sable à la fasce de gueules brochant[37].
- Le manoir de Kerbalanec ((br) « Les genêts »), au sud est du bourg de Plouénan, est aujourd'hui en ruines. La ferme qui se dresse à son emplacement, se situe à l'extrémité de l'affluent sud du vallon du Milinou, entre Kerlaudy et Pennaneac'h. Demeure au XVIe siècle des Kersauzen, famille illustrée par Jean Kersauzen, qui était notaire royal de la cour de Léon au bailliage de Lesneven en 1576 et mourut en 1613 riche donataire de l'église de Plouénan[38], le manoir appartenait au XVIIIe siècle à des Bolloré[39].
- Le manoir de Pont Eon (prononcer « pondéon ») se trouve au lieu-dit du même nom, à l'embouchure sur la Penzé de la rivière d'Eon. Distingué par un escalier extérieur, il appartenait au domaine de Lannuzouarn après avoir été, en 1427, la demeure d'Alain Kermellec[40].
- Le manoir de Coatarcousquet ((br) « Bois dormant », anciennement Coat ar Cousquer, (br) « Bois communal »), voisin du précédent, n'est plus qu'un bâtiment de ferme distingué par une tourelle ronde et un double portail en granit. En 1900, il appartenait à la famille Drouillard de la Mare[40].
- Le manoir de Pennaneac'h ((br) « Fin des soucis ») se trouve en Plouénan sur l'Eon, entre les écarts de Lopreden et Pont-Éon, à distance du confluent avec l'aber de la Penzé. Riche demeure du XVe siècle transformée en ferme dès 1780, les bâtiments, récupérés dans les années quatre-vingt-dix, ne laissent plus paraître de la construction originale que des murs épais, un puits et les restes d’un vieux four à pain. C'est là qu'était cachés durant la Terreur le recteur réfractaire de Plouénan, François Le Gall, et l'aumônier des Ursulines de Saint-Pol, François Corrigou. Ils ont été guillotinés à Quimper le 15 septembre 1794 avec la fermière de Kerlaudy, Anne Le Saint[41].
- Le manoir de Lannuzouarn ((br) « Champs de fer »), aujourd'hui en ruines, se trouve aussi en Plouénan en amont du précédent. Propriété en 1426 et 1443 de Hervé de Lannuzouarn[42], il a été reconstruit par Jacques de Lannuzouarn[43], fils d'Yves et de Catherine de Brézal, époux de Françoise de Gouzillon, mort en 1569, ou bien un de ses cinq enfants. Il en reste un colombier de la fin du XVIe siècle, une fontaine et un bois, vestige d'une des dernières forêts du Léonais. Le domaine seigneurial, entre l'Eon et le Goaz ar C'haor, incluait le manoir de Pennaneac'h ainsi que l'écart de Pont-Éon et descendait jusqu'aux rives de la Penzé[42]. En 1554, un Hervé de Lannuzouarn est chanoine et official du chapitre de Nantes[42]. En 1571, un autre Hervé de Lannuzouarn est chantre et chanoine de Léon[42]. Le domaine est passé à la famille Le Ny, qui portait d'argent à l'écu d'azur en abîme, accompagné de 6 annelets de gueules en orle et criait « Endurer pour durer ».

Rive gauche en Guiclan
- Le manoir de Kermorvan est situé au sud immédiat du bourg de Penzé au sommet du mamelon que contournent la Penzé et le Goaz ar C'haor avant de se rejoindre. Le plus ancien bâtiment, aujourd'hui réduit à l'état de hangar de ferme, date du XVIIe siècle.

### Manoirs des monts d'Arrée
La vallée amont de la Penzé a été dominée par les cisterciens de l'abbaye du Relecq et les hospitaliers de la commanderie de La Feuillée, qui valorisaient les territoires pauvres de Commana et de Plounéour-Ménez par le régime de la quévaise. Les demeurent seigneuriales y sont donc rares.
- Le manoir de Penhoat se trouve au milieu de ses bois, au nord-ouest du bourg de Plounéour. Un logis appartenant en 1481 à Alain Le Scanff, chambellan de Bretagne, est agrandi et complété au XVe siècle[′ 14]. La cour est embellie d'une fontaine monumentale en 1619 par Sébastien de Rosmadec, abbé commendataire de Paimpont, qui vend le domaine en 1624 à Olivier de Coëtlosquet, principal seigneur de Plounéour et petit-fils par sa mère de François de Kersauson, seigneur de Penhoat en Saint-Frégant. L'ensemble est transformé à la fin du XVIIe siècle[′ 14] en une résidence dédiée à la chasse. Le parc est aménagé à partir de 1865 et planté d'essences rares. Les bâtiments et le parc, propriété privée, sont restaurés et reconstruits depuis 1988.

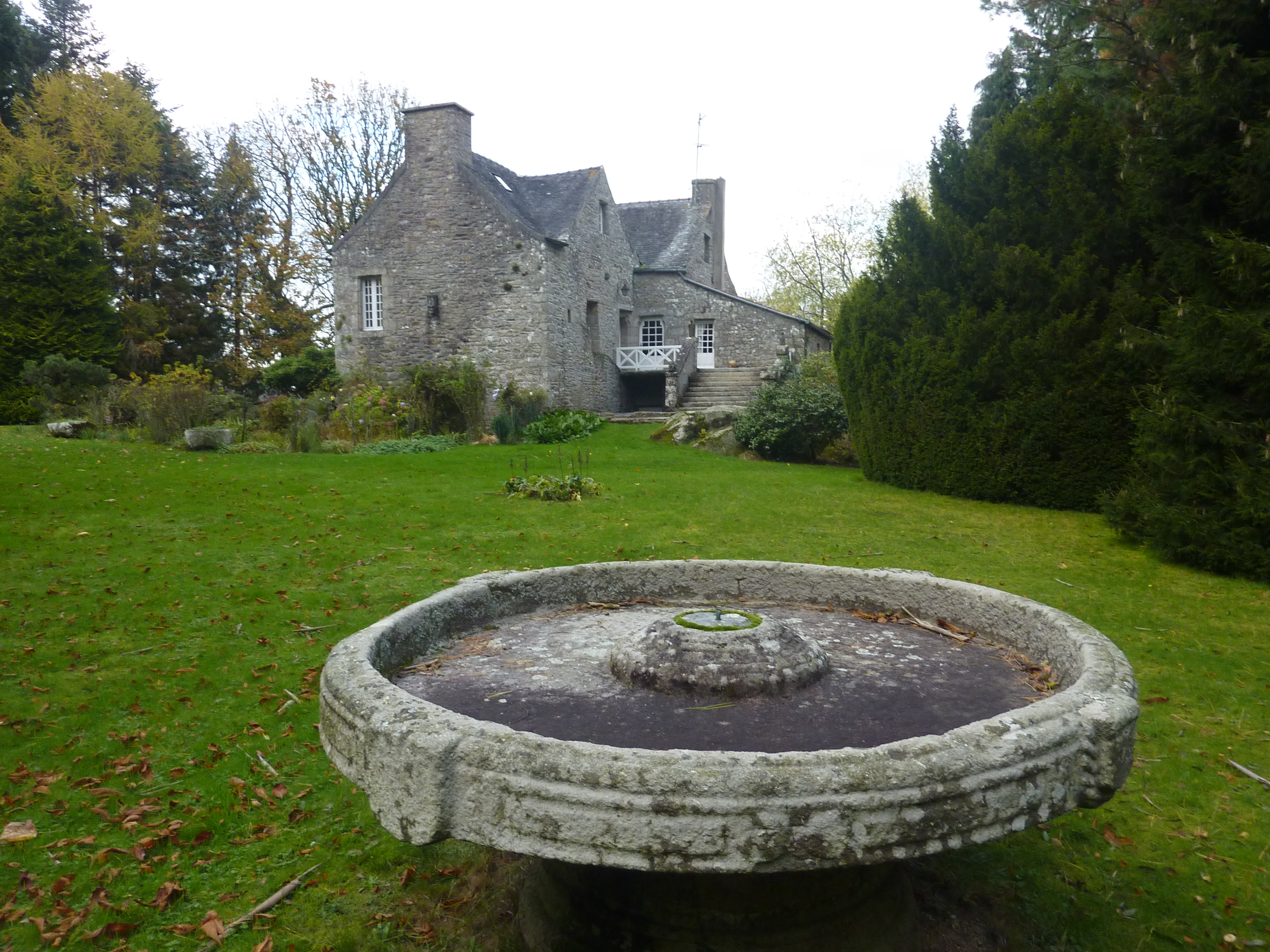
Le manoir de Coat ar Roch.

- Le manoir du Bois de la Roche ou Coat ar Roch, appelé aussi château de Bouvans, du nom de leurs propriétaires savoyards au XVIIe siècle, conserve son corps de logis, un étang, un vivier et, à l'emplacement d'une chapelle disparue, la fontaine dédiée à saint Roch, qui protège des épidémies les enfants baignés dans son eau[44]. Les vestiges d'un hypocauste ayant servi au chauffage d'importants thermes gallo-romains ont été mis au jour au XIXe siècle. La façade arrière montre les armes jointes d'Olivier de Cornouaille, gouverneur de Lesneven et fondateur du fief de la Cornouaille de Kerinou en Guipavas, et sa femme, Marguerite de Kerriec, propriétaires en 1540 de la seigneurie du Bois de la Roche détenue antérieurement par les Kermellec. C'est dans ce manoir que le folkloriste Ernest du Laurens de la Barre, héritier du domaine saisi et revendu au cours de la Révolution, écrit ses contes et meurt en 1881.

Le beau manoir de Coatlosquet étend son parc à l'est du territoire de Plounéour aux sources du Bulz, affluent du Queffleuth, et n'appartient pas au bassin de la Penzé.

### La motte de Loc Eguiner
La motte castrale a été construite à une date non connue, probablement au Xe siècle, pour contrôler le franchissement de la Penzé à son mi parcours par la route qui reliait déjà dans l'Antiquité Vorgium à Tolente. Vraisemblablement réaménagée jusqu'au XIIIe siècle, il n'en reste plus qu'une butte boisée, lieu de légendes que les archéologues n'ont pas étudié.

### Parcs et jardins
En Henvic
- Parc du manoir de Trogriffon.

Ouvre du fond d'un diverticule de la Penzé sur une grande retenue d'eau saumâtre séparée du fleuve par une digue.
- Arboretum de Keracoual.

Situé sur huit hectares le long de la Penzé au sud de l'anse Sainte-Marguerite, c'est une collection privée d'environ trois mil six cents espèces originaires du monde entier que parcouraient les armateurs léonards, une des plus importantes de Bretagne.

## Dans la littérature

### Légendes
- La légende du château de Penhoat[46].

Comme Pyrame et Thisbé, comme Roméo et Juliette, c'est l'histoire des amours contrariées de deux jeunes gens appartenant à des clans opposés, les Pennhoat et les Pennaneac'h, et de l'assassinat du futur et méchant beau père, qui fit périr ses héritiers à la guerre et mourir sa femme de chagrin, par le splendide et valeureux prétendant.
- La légende du château de Loc Eguiner.

Telle une tombelle, les ruines de la motte castrale abriteraient le trésor de sept paroisses.

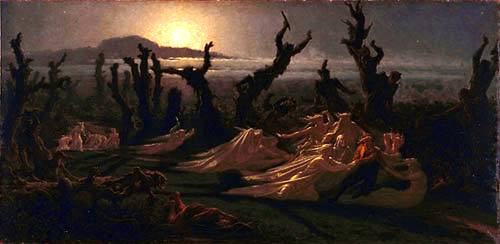
Yan' Dargent, Les lavandières de la nuit, 1861.

- La légende des lavandières de la nuit.

Les lavandières de la nuit, kannerezed noz en breton, ces femmes pales vêtues de blanc qui battaient le linge des morts au clair de lune en punition de leurs péchés, invitaient les voyageurs attardés à tordre les draps pour les enchaîner à leur propre damnation. Le conte a été collecté par Émile Souvestre aux alentours de l'année 1833 dans la région de l'estuaire de la Penzé et a inspiré le peintre Yan' Dargent. Le thème se retrouve dans le mythe irlandais du guerrier Cúchulainn, champion des Ulates.

« Elles secouaient leurs cheveux épars, en levant leurs battoirs blancs et, à tous les douez de la vallée, le long de toutes les haies, au haut de toutes les landes, des voix répétaient : Mille malheurs ! Mille malheurs ! »

### Romans évoquant Penzé
- Jakez Kerrien, Ar Roc'h Toull, collect° Levraoueg vol. I, Gwalarn, 1926, 89 p., rééd. Emgleo Breiz, Brest, 1957.
- Louis Priser, Une Poignée d'ajoncs, Éditions universitaires, Paris, 1984, 243 p.  (ISBN 2-7113-0259-8).
- Joël Raguénès, La dame de Roz-Avel, Calmann-Lévy, Paris, août 2013.

### Sources bibliographiques
- L. Priser, Une Poignée d'ajoncs, Éditions universitaires, Paris, 1984  (ISBN 2-7113-0259-8)

1. 1 2  p. 39.
2. 1 2 3  p. 7.
3. 1 2  p. 8.
4. ↑  p. 13.

- Documents d'instituts de l'Administration

1. 1 2 3  Sandre, « Fiche cours d'eau - La Penzé (J27-0300) » (consulté le 13 septembre 2015).
2. 1 2  F. Vlès, in Mémoires de la Société zoologique de France, t. XXII, p. 95, Société zoologique de France, Paris, 1909.
3. ↑  Habitats naturels protégés de l'estuaire de la Penzé.
4. ↑  Inventaire des oiseaux de l'estuaire de la Penzé.
5. ↑  Statut de la zone protégée de l'estuaire de la Penzé.
6. 1 2  G. Pruvot, « Étude comparée des fonds et des faunes de la Manche occidentale et du golfe du Lion. », in Archives de zoologie expérimentale et générale, série 3, t. V, no 4,p. 511-616, Schleicher fr., Paris, 1897.
7. ↑  F. Vlès, in Mémoires de la Société zoologique de France, t. XXII, p. 136, Société zoologique de France, Paris, 1909.
8. ↑  F. Simonnet, « Loutre d’Europe, la reconquête des rivières. », in Eaux et rivières, "Supplément", ERB, Brest, automne 2006.
9. ↑  F. Simonnet, « Statut et conservation de la Loutre d’Europe (Lutra lutra) dans le Parc naturel marin d’Iroise », Groupe mammalogique breton, p. 6, Sizun, juillet 2010.
10. 1 2  Patrimoine bâti et paysages, no 1 "Le nord des Monts d'Arrée"., p. 18, Parc naturel régional d'Armorique, Rennes, février 2009.
11. 1 2  « Dossier IA29003013 », in Inventaire du patrimoine en Bretagne, SINPA - Conseil régional de Bretagne, Rennes, 2007.
12. ↑  Fiche Mérimée Château de Penhoat.
13. 1 2  Patrimoine bâti et paysages, no 1 "Le nord des Monts d'Arrée"., p. 2, Parc naturel régional d'Armorique, Rennes, février 2009.
14. 1 2  A.D. Finistère, Fonds Le Guennec, 34 J 58, Quimper.

- Autres sources

1. 1 2 3  J. Ch. Cassard, Les Bretons et la mer au Moyen Âge, PUR, p. 160, n. 66, Rennes, 1998  (ISBN 9782753526266).
2. ↑  F. Godefroy, Lexique de l'ancien français, p. 383, Champion, Paris, 1994  (ISBN 2-85203-358-5).
3. ↑  P. Hévin, Questions et observations concernant les matières féodales, par rapport à la Coutume de Bretagne, p. 349, G. Vatar, Rennes, 1736.
4. ↑  Y. Pasquiou, Du droit d’épave, bris et naufrage, p. 37-47, Paris, 1896.
5. ↑  L. Maître & P. de Berthou, Cartulaire de Sainte Croix de Quimperlé, n° XXX, p. 165 "gualoer" (Quimperlé, ca. 1131-1139), Champion, Paris, 1904,
L. Maître & P. de Berthou, Cartulaire de Sainte Croix de Quimperlé, n° LV, p. 193, Champion, Paris, 1904.
6. ↑  G. de Canterbury (en), Miracula sancti Thomae, cité in J. Robertson, Materials for the history of Thomas Becket, t. I, p. 378, Londres, 1875.
7. ↑  A. Joanne & E. Reclus, Dictionnaire géographique et administratif de la France et de ses colonies., 1890-1905.
8. ↑  François Calvez, Pléiber-Christ, p. 9, Diocèse de Quimper et Léon, Quimper, 1913.
9. ↑  Lucien Rohou, « Patrimoine. Visite des ruines d'un château à la Roche », Association sportive et culturelle, Pleyber-Christ, cité in Le Télégramme, Morlaix, 20 mars 2010.
10. ↑  J. Girard, « 10 phot. des bords de mer dans la Manche, les Côtes-du-Nord, I'Ille-et-Vilaine, le Finistère par Jules Girard , donateur en 1888. », fonds SG, cote WC-270, vue F9, BNF, Paris, 1888.
11. ↑  Nécrologie. Marc Gourvennec., in Le Télégramme, Morlaix, 20 août 2007.
12. ↑  « KERJEAN. Rapport d'investigation économique. », in french-leader.com, Blue Shield Publishing Inc., Valley Cottage, 2021.
13. ↑  données publiques, « KERJEAN », sur societe.ninja (consulté le 11 avril 2021).
14. ↑  données publiques, « KERJEAN PARTICIPATIONS », sur societe.ninja (consulté le 11 avril 2021).
15. ↑  Gaëlle Colin, « Taulé. Une pollution au lisier décime saumons et truites de la Penzé. », in Ouest France, SIPAOF, Rennes, 3 avril 2021.
16. ↑  « Bretagne: Une rivière bretonne et ses poissons décimés par une pollution émanant d'un élevage porcin. », in 20 minutes, SIPAOF, Rennes, 5 avril 2021.
17. ↑  Eau & Rivières, « La Penzé annéantie sur plusieurs kilomètres », sur eau-et-rivieres.org, 3 avril 2021 (consulté le 6 avril 2021).
18. ↑  Renaud Layadi, « Les conséquences irrémédiables des pollutions au lisier. », in Eau & Rivières, no 191, p. 23, ERB, Belle-Isle-en-Terre, avril 2020.
19. ↑  Cf. la Chanson des moulins (br).
20. 1 2  J. Cambry, Voyage dans le Finistère, ou, État de ce département en 1794 et 1795, p. 42, Come, 1835.
21. ↑  Dir. M. P. Henrichs, Archives du Commerce et de l'industrie agricole et manufacturière, t. XI, p. 262, Paris, 1835.
22. ↑  Th. Le Roy, « Le site du Centre d'Aviation Maritime Penzé (Saint-Pol de Léon, Finistère) », in Bretagne aviation, Centre de recherches historiques de l'Ouest, Rennes, [s.d.]
23. ↑  L'Ouest-Éclair, n° 5525, Rennes, 1er novembre 1927.
24. ↑  Louis Elegoët et Marthe Le Clech, La vie des paysans du Léon de 1800 à 1950, Éditions Bretagne d'Hier, Plourin-lès-Morlaix, 2006  (ISBN 2-9523019-0-5).
25. ↑  H. Pérennès, Plouénan, p. 6, Société archéologique du Finistère, Quimper, 1941.
26. 1 2  H. Pérennès, Plouénan, p. 55-56, Société archéologique du Finistère, Quimper, 1941.
27. ↑  H. Pérennès, Plouénan, p. 51, Société archéologique du Finistère, Quimper, 1941.
28. 1 2 3  H. Pérennès, Plouénan, p. 52, Société archéologique du Finistère, Quimper, 1941.
29. ↑  H. Pérennès, Plouénan, p. 58, Société archéologique du Finistère, Quimper, 1941.
30. ↑  H. Pérennès, Plouénan, p. 53, Société archéologique du Finistère, Quimper, 1941.
31. ↑  A. Y. Bourgès, « L’expansion territoriale des vicomtes de Léon à l’époque féodale », note 39, in  Bulletin de la Société archéologique du Finistère, t. CXXVI, 1997.
32. ↑  P. Peyron, « Antiquité de Morlaix », in Bulletin de la Société archéologique du Finistère, 1917.
33. 1 2 3 4  « Penzé », in R. Couffon & A. Le Bars, Diocèse de Quimper et de Léon, nouveau répertoire des églises et chapelles., Association diocésaine, Quimper, 1988.
34. ↑  Cf. G Saunier L'Hégaret, « Photographie © », in G. Saunier, VB'Breizh, 2006-2008.
35. ↑  « Fontaine - Loc-Eguiner-Saint-Thégonnec », in Topic Topos.
36. ↑  « Fontaine Saint-Jean - Loc-Eguiner-Saint-Thégonnec », in Topic Topos.
37. ↑  H. Pérennès, Plouénan, p. 10, Société archéologique du Finistère, Quimper, 1941.
38. ↑  H. Pérennès, Plouénan, p. 11, Société archéologique du Finistère, Quimper, 1941.
39. ↑  H. Pérennès, Plouénan, p. 12, Société archéologique du Finistère, Quimper, 1941.
40. 1 2  H. Pérennès, Plouénan, p. 23, Société archéologique du Finistère, Quimper, 1941.
41. ↑  Abbé Livinec, Bro-Leon sous la Terreur. Anne le Saint, MM. Le Gall et Corrigou. Trois victimes de la Révolution., Le Goaziou, 1929, 45 p.
42. 1 2 3 4  H. Pérennès, Plouénan, p. 8, Société archéologique du Finistère, Quimper, 1941.
43. ↑  L. Le Guennec, « Jacques de Lannuzouarn », in La Résistance, Morlaix, 27 février & mars 1909.
44. ↑  P. Peyron & J. M. Abgrall, Bulletin de la Commission diocésaine d'architecture et d'archéologie, Quimper, juin 1906.
45. ↑  « Motte féodale - Loc-Eguiner-Saint-Thégonnec », in Topic Topos.
46. ↑  L. Priser, Une Poignée d'ajoncs, p. 199-204, Éditions universitaires, Paris, 1984  (ISBN 2-7113-0259-8).
47. ↑  Bernard Rio, Pardons de Bretagne, Le Télégramme éd., Morlaix, 2007  (ISBN 978-2-84833-184-3).
48. ↑  É. Souvestre, « Les lavandières de nuit », in Le Foyer breton, W. Coquebert, 1845.